# Holguín
Holguín es una ciudad cubana situada en la región oriental del país, y es la capital de la provincia homónima desde la reorganización político-administrativa de 1976, cuando dejó de formar parte de la antigua provincia de Oriente. Con una población estimada de aproximadamente 344 000 habitantes, es una de las principales ciudades del país por su desarrollo económico, cultural e histórico. Fundada oficialmente en 1545, la ciudad se caracteriza por su trazado urbano colonial, su dinamismo cultural y su importancia como centro de servicios, comercio y educación en el oriente cubano.
Conocida como "la Ciudad de los Parques", destaca por la abundancia de plazas y espacios verdes que estructuran su diseño urbano. Otro sitio emblemático es la Loma de la Cruz, una elevación de 261 metros sobre el nivel del mar, coronada por una cruz colocada en 1790 por el fraile franciscano Francisco Antonio de Alegría. Desde su cima, a la que se accede por una escalinata de 468 peldaños, se obtienen vistas panorámicas de la ciudad.
Holguín también es reconocida por su vida cultural activa, siendo sede de eventos como las Romerías de Mayo, que reúnen a artistas y jóvenes creadores de Cuba y el extranjero, consolidando su papel como centro del arte joven en el país.

## Toponimia
El nombre de la ciudad proviene del apellido del capitán español García de Holguín, quien recibió estas tierras como encomienda a mediados del siglo XVI. García de Holguín formaba parte de las huestes de Diego Velázquez de Cuéllar durante la colonización de la isla de Cuba. En 1545, la Corona Española le otorgó estas tierras al noreste de la isla, que pronto comenzaron a conocerse como “los campos de Holguín” o “Hato de Holguín”.
Con el paso del tiempo, el asentamiento creció y se consolidó, adoptando oficialmente el nombre del apellido de su primer propietario. La villa fue fundada oficialmente en 1752 bajo el nombre de San Isidoro de Holguín, en honor al santo patrón San Isidoro Labrador, aunque el nombre fue abreviado popularmente como Holguín.

## Historia
La historia de Holguín se remonta al 28 de octubre de 1492, cuando Cristóbal Colón arribó al puerto de Bariay, en la costa norte de la actual provincia de Holguín. Este evento marcó el inicio del contacto europeo con la isla de Cuba y el comienzo de una nueva era en la historia de la humanidad. Colón nombró el lugar como Puerto de San Salvador.
Durante su estancia en la región, los exploradores españoles no establecieron asentamientos permanentes, sino que se dedicaron a documentar lo descubierto. En la bahía y puerto de Gibara, que Colón denominó Río de Mares, envió una pequeña delegación compuesta por Rodrigo de Jerez y Luis de Torres hacia el interior de la isla en busca de alguna autoridad que los condujera hasta la corte del Gran Kan. Tras recorrer doce leguas, descubrieron el tabaco en una zona cercana a la actual ciudad de Holguín.
Entre 1510 y 1515, durante la conquista y colonización de la isla de Juana (nombre dado por Colón) o Fernandina (como se conoció posteriormente), el Adelantado Diego Velázquez fundó siete villas con sus respectivos gobiernos en todo el país. Los primeros repartimientos de tierras en el norte oriental de la isla fueron otorgados a vecinos de la villa de San Salvador de Bayamo. Aunque no se conoce con exactitud cuántas encomiendas fueron entregadas en el norte, se presume que no fueron muchas.
En 1515, el capitán extremeño García Holguín, perteneciente a los Golfín de Cáceres, adquirió a Bartolomé de Bastidas su encomienda de El Yayal, junto a su amigo y socio Diego de Lorenzana. En 1520, García Holguín partió hacia las tierras de Ulúa en la expedición comandada por Pánfilo de Narváez con el objetivo de apresar a Hernán Cortés.
Según la tradición, en 1545, Francisco García de Holguín trasladó la sede de su antigua encomienda de El Yayal al centro de un valle que denominó Cayo Llano, donde fundó un hato. A partir de este primer asentamiento ganadero, se fueron formando otros a su alrededor, como Uñas, Las Cuevas, Cacocum, Managuaco y Las Guazumas (Guásimas). La zona perteneció a la jurisdicción de Bayamo hasta 1752.
En 1692, se construyó la primera ermita católica del territorio en el sitio de Managuaco. En 1712, fue trasladada a Las Guazumas por petición de María de las Nieves Leyte Rodríguez, conocida como la "Eva holguinera". Por esa época, el alcalde ordinario de Bayamo, don Bartolomé Luis de Silva y Tamayo, visitó la región y convenció a los principales hateros y dueños de corrales para fundar un pueblo que facilitara las labores de administración. La idea fue bien recibida por los locales.
Entre 1715 y 1719, se trasladó la iglesia de Las Guazumas a Cayo Llano y se construyeron las primeras casas. El 3 de abril de 1720, se bendijo la iglesia y al día siguiente se celebró la primera misa en ella, en el día de San Isidoro de Sevilla, razón por la cual el pueblo pasó a llamarse San Isidoro de Holguín.
Ya en el siglo XVIII, el puerto de Gibara se convirtió en uno de los principales puertos del oriente cubano, especialmente en el comercio de esclavos y azúcar. Atraídos por las riquezas de la colonia, Holguín fue también escenario de ataques de corsarios y piratas. Aún se conservan las ruinas de las fortificaciones construidas para protegerla de dichos asedios. El 19 de mayo de 1745, Holguín logró repeler un ataque de las tropas inglesas, causando más de 70 bajas entre los atacantes.

El 18 de enero de 1752, Holguín fue declarada municipio, convirtiéndose en la cuarta ciudad de Cuba, y se constituyó su cabildo. En esa época, contaba con una población de 1,291 blancos y 135 esclavos, distribuidos en 211 casas rústicas, y una única escuela. Para 1863, ya existían 76 ingenios azucareros, 753 vegas de tabaco y cientos de fincas rústicas atendidas por esclavos.

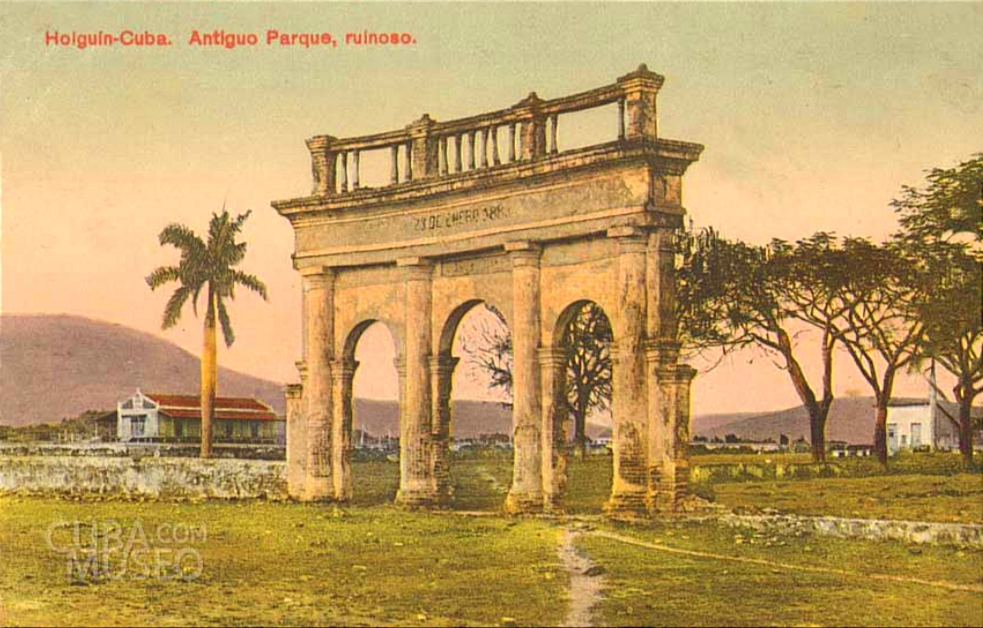
Postal que muestra el antiguo arco del triunfo que existió donde hoy se ubica el parque infantil; al fondo se observa la antigua estación de trenes Holguín-Gibara.

### Luchas contra el dominio español
Desde épocas tempranas, los pobladores de la región mostraban un creciente descontento ante las políticas coloniales impuestas por la metrópolis española. Este malestar se manifestó en conspiraciones y actos subversivos organizados por sectores criollos. La tensión fue en aumento durante el siglo XIX hasta desembocar, en 1868, en el inicio de la guerra de los Diez Años, primer gran intento independentista contra el dominio español, con participación activa de familias y figuras relevantes del oriente cubano, incluyendo a ciudadanos holguineros.

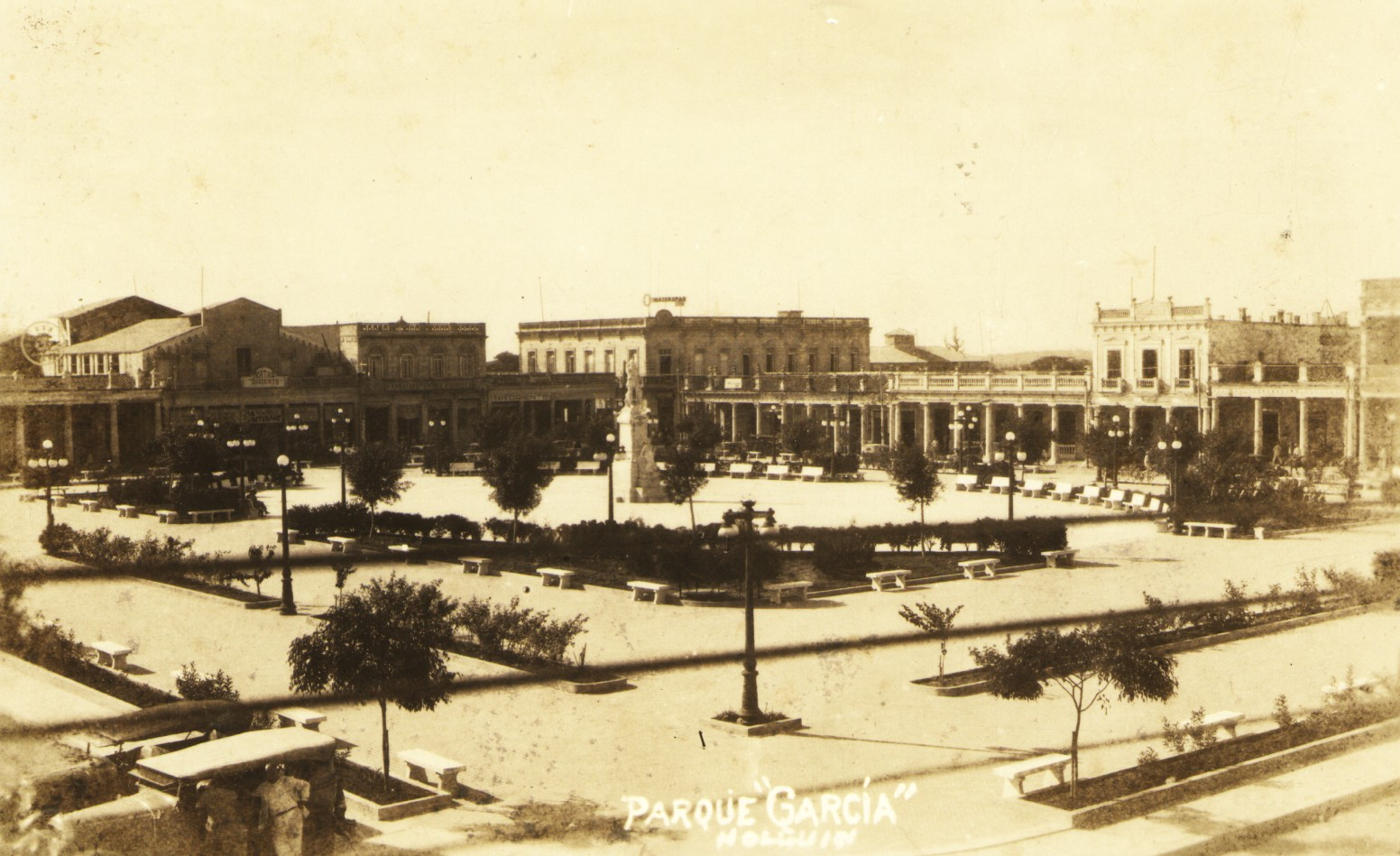
Vista del Parque Calixto García a principios del.

### Guerra de los Diez Años
La Guerra de los Diez Años (1868–1878) marcó una etapa crucial en las aspiraciones independentistas cubanas, y Holguín se convirtió desde el inicio en un objetivo prioritario para el Ejército Libertador, tanto por su posición estratégica como por su valor simbólico. Los mambises realizaron varios intentos para ocupar la ciudad, aunque sin éxito definitivo. En este contexto, los patriotas holguineros jugaron un papel destacado, entre ellos el general Calixto García Íñiguez y Julio Grave de Peralta, quienes lideraron ataques e incursiones decisivas. Grave de Peralta, en particular, intentó tomar Holguín en varias ocasiones, pero los españoles se refugiaron en la robusta edificación de La Periquera, que resistió los ataques gracias a su estructura fortificada.

### Cantón de Holguín
El Cantón de Holguín fue una importante zona insurrecta durante las guerras de independencia de Cuba en el siglo XIX, especialmente en el contexto de la Guerra de los Diez Años (1868–1878). Bajo esta denominación se organizó un territorio libre controlado por las fuerzas independentistas, que operaban de forma autónoma respecto al gobierno colonial español.
Esta estructura territorial permitió a los mambises coordinar acciones militares, establecer sistemas rudimentarios de gobierno y justicia, y mantener viva la lucha por la independencia en el oriente cubano. El Cantón de Holguín tuvo un papel destacado en la resistencia, y su población contribuyó activamente al esfuerzo independentista con combatientes, recursos y apoyo logístico.

El término "cantón" en este caso no debe confundirse con una simple división administrativa colonial, sino que refleja la estrategia de organización territorial adoptada por los revolucionarios para mantener la soberanía sobre regiones liberadas temporalmente del control español.

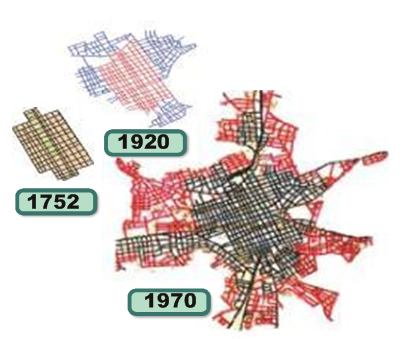
Mapa de la evolución urbana de la ciudad de Holguín desde el hasta la década de 1970.

### Guerra del 95
En la Guerra del 95, también conocida como la Guerra Necesaria, los patriotas holguineros volvieron a desempeñar un papel esencial. Numerosos combatientes de la región participaron en la histórica Invasión a Occidente, mientras que otros se sumaron a diversas campañas lideradas por el general Calixto García, quien dirigió operaciones clave en el oriente y centro del país. La ciudad y su entorno se mantuvieron como importantes escenarios de movilización, apoyo logístico y enfrentamientos durante el conflicto.

### Período neocolonial
Durante el período neocolonial, los holguineros continuaron su lucha por la justicia social, la soberanía nacional y la mejora de las condiciones de vida. La ciudad fue escenario de intensas movilizaciones populares y actividades políticas. Se opusieron activamente a la dictadura de Gerardo Machado, especialmente a través de movimientos estudiantiles, sindicales y campesinos, y brindaron su apoyo al líder revolucionario Antonio Guiteras, mediante una amplia red de acciones clandestinas.
En Holguín también se fundó una célula del primer Partido Comunista de Cuba, lo que marcó el inicio de una fuerte presencia de ideas marxistas en la región. Durante estos años, los sectores populares comenzaron a organizarse más sistemáticamente en torno a demandas sociales, laborales y agrarias.

Un hecho curioso y simbólico de esta etapa ocurrió el 31 de diciembre de 1922, cuando Holguín recibió la placa que la distinguía como el "pueblo más simpático de Cuba". Esta fue colocada en la fachada de La Periquera, emblemática edificación colonial hoy declarada Monumento Nacional. El reconocimiento quedó señalado para siempre en el actual cine Martí de la ciudad.

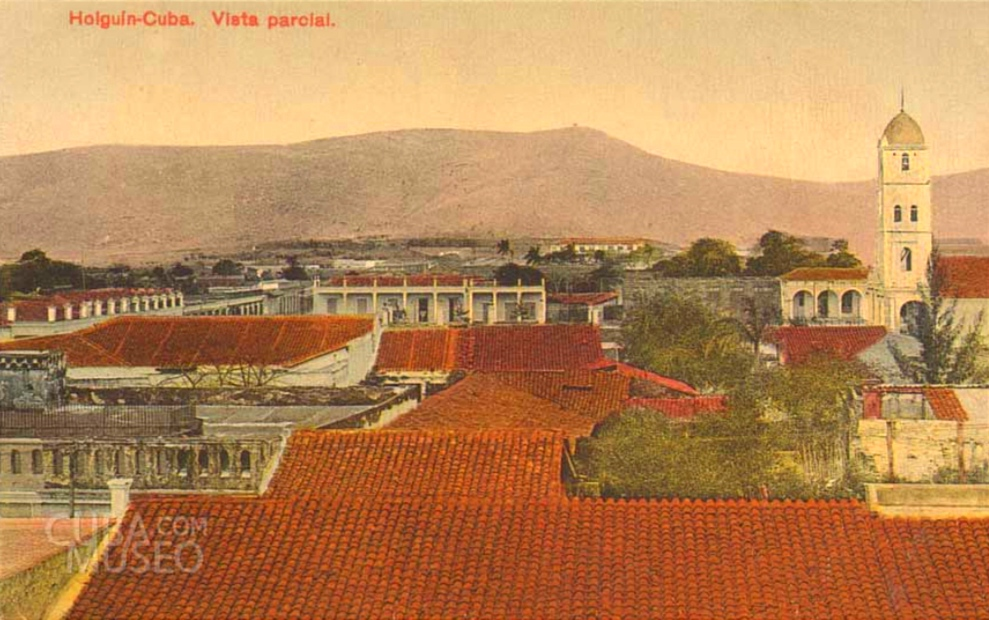
Postal antigua: al fondo la Loma de la Cruz y a la derecha la iglesia San José con su hermosa torre.

### Lucha contra Batista
La dictadura de Fulgencio Batista encontró un fuerte rechazo entre los holguineros. A finales de 1955 se funda en la ciudad una célula del Movimiento 26 de Julio. Holguín fue escenario de las tristemente célebres Pascuas Sangrientas en 1956, marcadas por una fuerte represión contra los opositores. En 1958, numerosos vecinos se unieron al Ejército Rebelde, y a partir de octubre de ese mismo año comenzó a operar en las afueras de la ciudad el Cuarto Frente Simón Bolívar, incrementando la presión sobre el régimen hasta su colapso definitivo.

### Período revolucionario
Tras el triunfo de la Revolución Cubana en 1959, Holguín experimentó una profunda transformación económica, social y cultural. La ciudad se modernizó con la construcción de nuevas avenidas, la ampliación del aeropuerto internacional Frank País y la creación de la circunvalación norte, entre otras infraestructuras clave.
Uno de los logros más notables fue el avance en sectores como la salud pública, la educación y la vivienda, donde se priorizó el acceso universal y gratuito a los servicios básicos, transformando significativamente la calidad de vida de los holguineros.
En el ámbito cultural, Holguín se consolidó como un importante centro del movimiento artístico nacional. Se crearon instituciones culturales, museos, bibliotecas y casas de cultura en toda la provincia. El surgimiento y consolidación del movimiento de la Asociación Hermanos Saíz dio lugar a uno de los eventos culturales más relevantes del país: las Romerías de Mayo, un festival internacional de juventudes artísticas que tiene lugar cada año y convierte a Holguín en el epicentro de la vanguardia cultural cubana.
Además, se restauraron edificaciones históricas como La Periquera, símbolo patrimonial de la ciudad, donde actualmente radica el Museo Provincial de Historia, que resguarda valiosas piezas del devenir histórico y cultural de la región.

## Símbolos

### Escudo de la ciudad

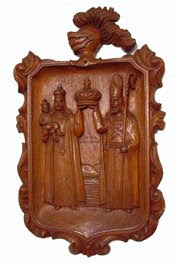
Escudo de la ciudad de Holguín.

El escudo de la ciudad de Holguín es uno de sus símbolos más antiguos y representativos, y refleja tanto sus raíces religiosas como su historia colonial. Su origen se remonta a los tiempos en que el Cabildo holguinero, al igual que otras villas cubanas, solicitó al gobierno colonial el otorgamiento oficial del escudo de armas.
En un primer momento, se confeccionó un diseño heráldico que, sin embargo, no fue del agrado del cabildo local, ya que no incluía representación alguna de los hechos de armas que para los holguineros eran parte fundamental de su identidad y trayectoria histórica. Este desacuerdo provocó que el expediente quedara archivado y olvidado hasta el año 1818, cuando Eusebio Escudero, entonces Gobernador de Cuba, retomó la solicitud y la elevó al Consejo Supremo de Indias. En ella, además del escudo, se solicitaban otras gracias, como el tratamiento de "Ilustres" para los miembros del ayuntamiento y el derecho al uso de uniformes oficiales para su personal.
No fue hasta 1831 que el rey Fernando VII, a través de una Real Cédula, aprobó finalmente el escudo. Sin embargo, esta aprobación incluía una condición: el ayuntamiento debía ingresar una determinada suma de dinero a las Reales Cajas del distrito para hacer efectivo el reconocimiento oficial, y hasta cumplir con ese requisito, no podían utilizarlo oficialmente.
El escudo de Holguín es de notable sencillez, diseñado con un contorno acorazonado y coronado en la parte superior por un casco con cinco plumas, símbolo de autoridad y nobleza. En su interior aparecen representadas las figuras de los dos santos patronos de la ciudad:
- San Isidoro de Sevilla, erudito obispo español a quien García Holguín —fundador del hato original— encomendó estas tierras y cuyo nombre dio origen al de la villa: San Isidoro de Holguín.
- La Virgen del Rosario, patrona espiritual de los primeros vecinos que poblaron la villa tras su fundación oficial.

Ambos santos sostienen una corona española, simbolizando el vínculo de la ciudad con la monarquía. A sus pies, en la parte inferior del escudo, se encuentran dibujadas unas lomas que, según los historiadores, representan las elevaciones del grupo Maniabón, distintivas del paisaje geográfico local.
Este escudo ha sido usado en sellos oficiales, documentos históricos y actos institucionales como símbolo heráldico de la ciudad, y es un reflejo de su identidad cultural, religiosa y geográfica.

### Bandera de San Isidoro de Holguín

Bandera ondeando en la Loma de la Cruz.

La bandera, aunque no es un símbolo oficial, se caracteriza por su diseño minimalista y simbólico. Consiste en un círculo verde abierto en el centro, dentro del cual aparece una figura triangular blanca, flanqueada por dos triángulos verdes, que representa de forma estilizada la famosa Loma de la Cruz, símbolo natural y espiritual de la ciudad. Esta imagen puede también interpretarse como una alegoría de las montañas que rodean la región. El color blanco sugiere pureza, paz y el sentido de comunidad.
Rodeando el círculo, se inscribe el nombre “San Isidoro de Holguín”, evocando el título completo y original del municipio fundado en el siglo XVIII. Aunque no tan antiguo como el escudo heráldico tradicional, este diseño ha sido adoptado con fuerza por instituciones culturales, educativas y gubernamentales de la ciudad, como una representación visual moderna de su identidad.

### Himno de Holguín
El himno de la ciudad de Holguín es un símbolo de identidad que exalta los valores patrióticos, históricos y culturales del territorio. Su letra fue compuesta el 17 de mayo de 1870 por el coronel del Ejército Libertador Pedro Martínez Freyre, en una etapa de efervescencia revolucionaria tras el alzamiento de La Demajagua. Rodeado de patriotas holguineros, y en medio de la expectativa por la llegada de expediciones con armas y municiones para la causa independentista, el autor concibió un canto guerrero que llamaba a los habitantes de la región a unirse al Ejército Libertador en la lucha contra el dominio colonial español.
La música se le atribuye al notable compositor y músico José María Ochoa, y la partitura que ha llegado hasta nuestros días fue transcrita por el músico holguinero Porfirio Sánchez, basándose en los testimonios del soldado mambí Sigifredo Urbino Guillén, quien además fue integrante de la orquesta de Manuel Avilés.

### Aldabón de La Periquera

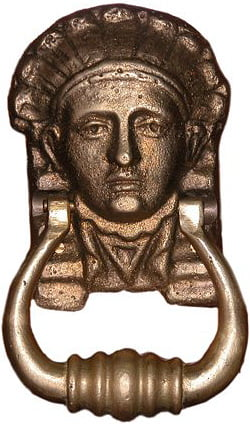
El Aldabón.

El Aldabón constituye uno de los símbolos más representativos de Holguín. Fue declarado oficialmente como tal mediante la Resolución No. 129, emitida el 24 de noviembre de 1990 por el Comité Ejecutivo Municipal del Poder Popular. Esta pieza de alto valor artístico forma parte del conjunto de aldabones de hierro forjado que adornan la puerta principal de La Periquera, edificio neoclásico emblemático, íntimamente ligado a la historia sociopolítica de la ciudad.
El aldabón representa un rostro femenino de líneas clásicas, concebido en un estilo neoclásico que resalta la elegancia de su diseño. Más allá de su belleza formal, encarna un profundo simbolismo de amistad y hospitalidad: la idea de que Holguín abre siempre sus puertas a quienes la visitan o contribuyen a su desarrollo.
Como reconocimiento, una réplica de este aldabón es entregada a personalidades cubanas y extranjeras que, mediante su obra o trayectoria, han tenido un impacto significativo en la vida cultural, social o económica de la ciudad y del país. Esta distinción se ha convertido en una de las condecoraciones más importantes que otorga la ciudad de Holguín, reafirmando su vocación de acogida y gratitud.

### Hacha de Holguín
Este es el símbolo principal de la provincia, y también mantiene una presencia significativa en la identidad visual de la ciudad. Esta pieza arqueológica, hallada en la región en 1860, representa un valioso testimonio del legado aborigen local y ha sido adoptada como emblema por varias instituciones, incluido el escudo provincial. Aunque su uso simbólico corresponde más directamente al territorio provincial en general, su impronta forma parte del imaginario cultural de la Ciudad de los Parques.

## División político-administrativa
El municipio Holguín, capital de la provincia homónima, cuenta con una estructura político-administrativa conformada por múltiples consejos populares que agrupan tanto áreas urbanas como rurales. Esta división permite una organización más eficiente de los servicios públicos y una representación política más cercana a la población.
En total, el municipio está dividido en 15 consejos populares, entre ellos destacan: Centro Ciudad Norte, Centro Ciudad Sur, La Aduana, Pueblo Nuevo, Vista Alegre, Sanfield, El Llano, Harlem, Pedro Díaz Coello, Alcides Pino, La Quinta, San Rafael, Las Baleares, Yareyal y San Andrés, entre otros.
Cada consejo popular comprende varios repartos, barrios o comunidades, y funciona como una célula básica de gobierno donde se articulan las demandas sociales, económicas y comunitarias. Además de las zonas urbanas, existen territorios rurales dentro del municipio con características socioeconómicas particulares, como Yareyal, San Rafael o Guirabo, que combinan la vida campesina con núcleos poblacionales consolidados.

#### Repartos del municipio Holguín
- 26 de Julio
- Aguas Claras
- Alcides Pino
- Alex Urquiola
- Centro Ciudad
- Comunidad militar
- Ciudad Jardín
- El Bosque
- El Coco
- El Llano
- Emilio Bárcenas
- Harlem
- Hilda Torres
- Iberoamericano
- La Aduana
- La Colorá
- La Quinta
- Las Baleares
- Lenin
- Los Álamos
- Los Guillenes
- Los Lirios
- Luz
- Mayabe
- Nuevo Llano
- Peralta
- Pedro Díaz Coello
- Piedra Blanca
- Pitaluga
- Plaza de la Revolución
- Pueblo Nuevo
- San Andrés
- San Rafael
- Sanfield
- Santiesteban
- Villa Nueva
- Vista Alegre
- Yareyal
- Zayas

## Actualidad y paisaje urbano

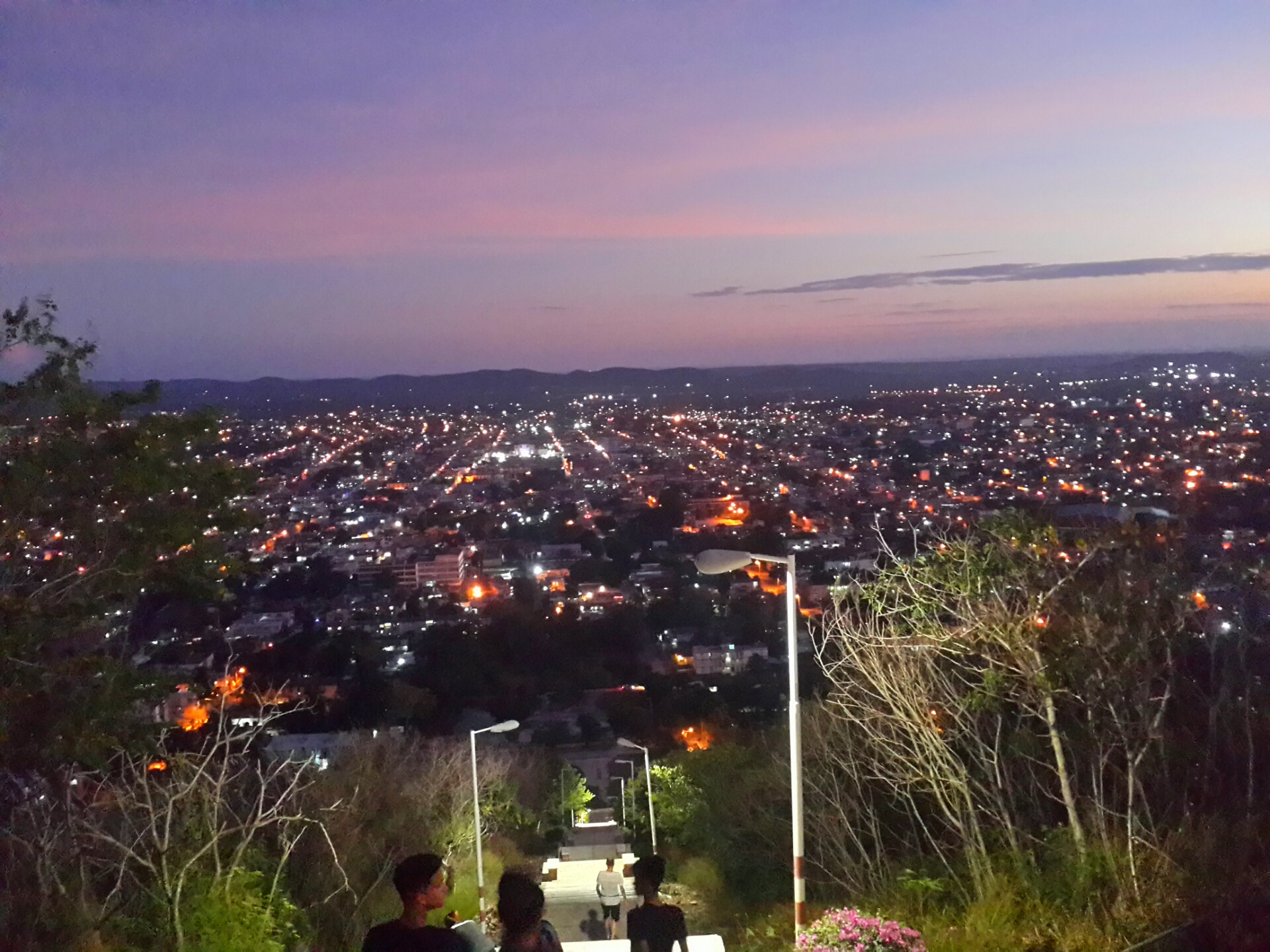
Imagen nocturna de la ciudad desde la Loma de la Cruz.

La población de Holguín es resultado del mestizaje intenso entre los indios nativos, colonos españoles (especialmente canarios) y africanos, principalmente congos y carabalíes traídos como esclavos. Este crisol cultural ha dado forma a la identidad de la ciudad.

Con el paso del tiempo, Holguín se consolidó como una ciudad importante en Cuba, destacándose por su diseño urbano caracterizado por numerosos parques, lo que le ha valido el apodo de “Ciudad de los Parques”.

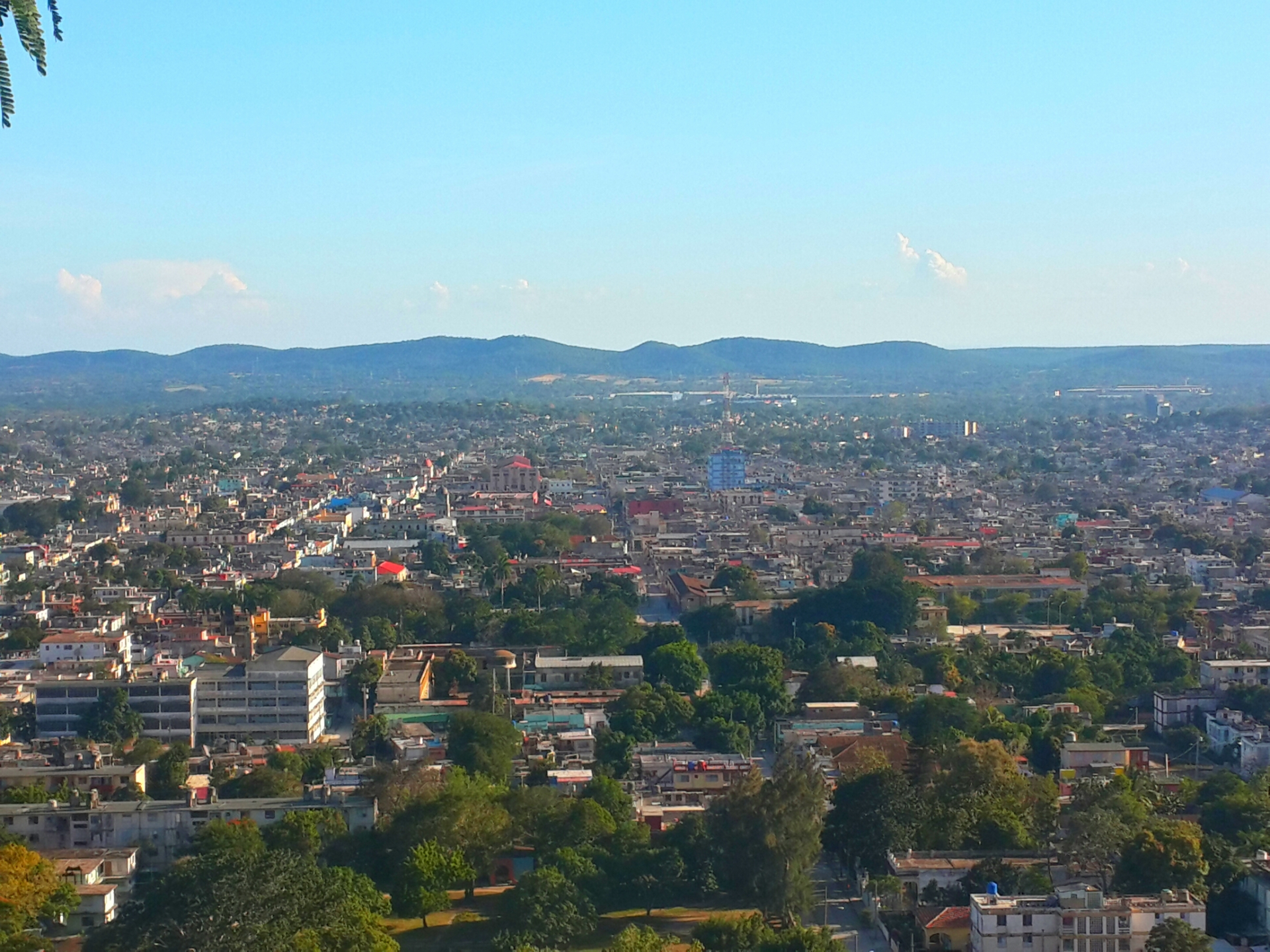
Vista de la ciudad desde la Loma de la Cruz.

Desde el cerro Bayado, conocido como Loma de la Cruz por la cruz que corona su cima, se pueden observar panorámicas impresionantes de la ciudad tras subir sus 468 peldaños. 
El paisaje urbano se caracteriza por amplios corredores y techos acanalados con aljibes para almacenar el agua de lluvia, y por calles sólidas y rectas que conservan la estructura arquitectónica colonial. Los parques son, además de espacios de ocio, auténticos pulmones que preservan la identidad local.
Los parques principales nacen de un sistema de plazas urbanas y suelen estar elevados respecto al nivel de las calles, accesibles mediante varios niveles de escalones. Esta elevación responde a las frecuentes inundaciones que sufría la ciudad en épocas de aguaceros, especialmente en primavera.
A pesar de los avances en infraestructura y desarrollo urbano, Holguín enfrenta retos significativos en la actualidad. La ciudad, al igual que todas en Cuba, sufre de apagones frecuentes que afectan la vida cotidiana de sus habitantes y el funcionamiento de servicios básicos. La escasez de productos esenciales y la dificultad para acceder a recursos también son problemas que persisten, impactando tanto a la población local como a quienes visitan la región. Estas dificultades forman parte del contexto socioeconómico que enfrenta Holguín hoy, contrastando con su riqueza cultural e histórica.

## Lugares destacados
Holguín cuenta con una diversidad de lugares emblemáticos que reflejan su rica historia, cultura y naturaleza. Estos sitios no solo son puntos de referencia para sus habitantes, sino que también atraen a visitantes interesados en conocer la esencia de esta ciudad llena de tradiciones y belleza natural.

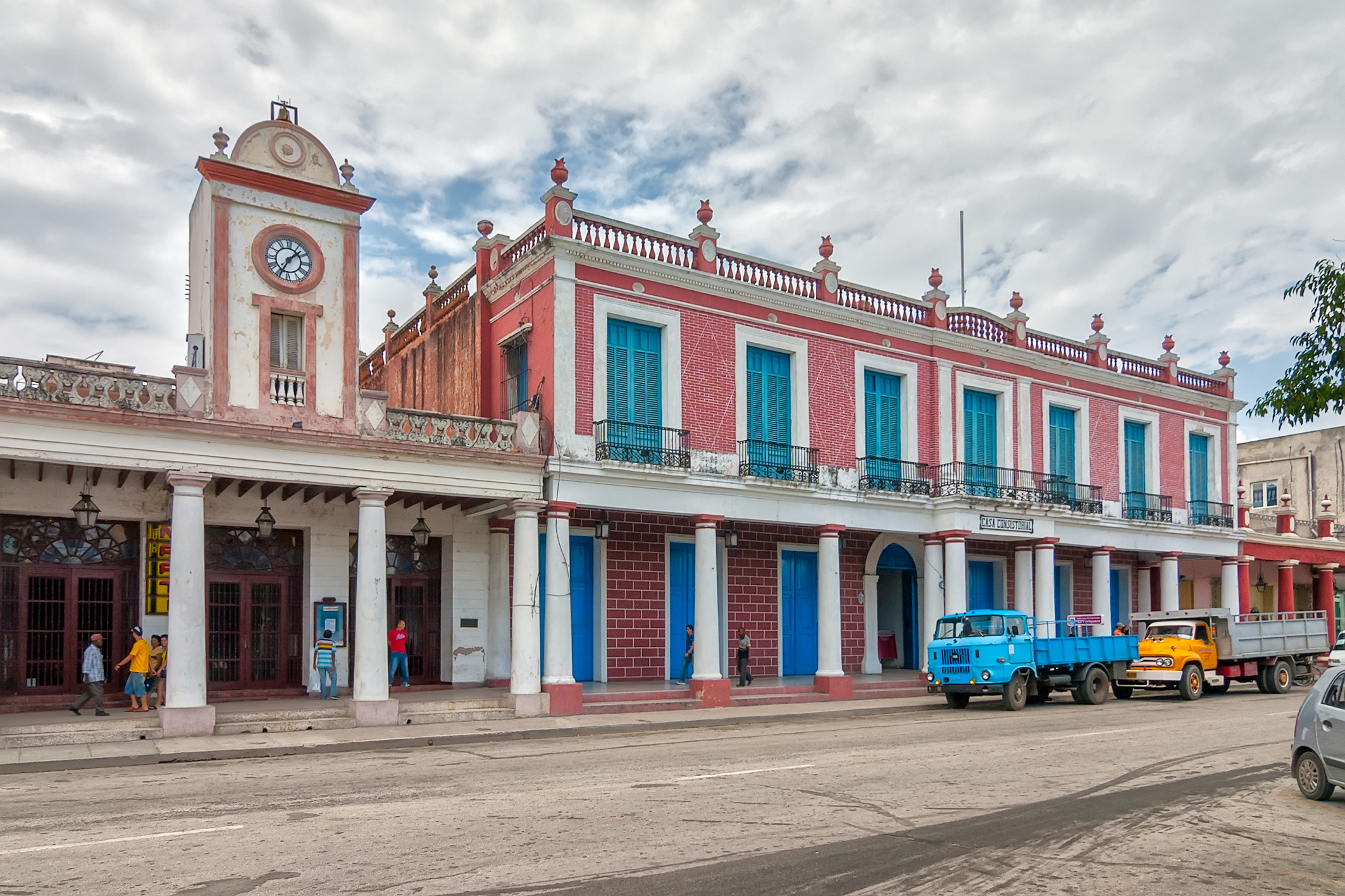
La Periquera (2008).

### Principales lugares destacados:
- La Periquera: Antigua casona colonial que funcionó como residencia oficial del gobierno local y hoy es Monumento Nacional.
- Parque Calixto García: El parque más emblemático de la ciudad, dedicado al héroe de la independencia cubana nacido en Holguín.
- Loma de la Cruz: Punto panorámico desde donde se puede observar toda la ciudad tras subir sus 468 peldaños.
- Iglesia San Isidoro: iglesia colonial emblemática que forma parte del patrimonio religioso y arquitectónico de Holguín.
- Casa Museo de Calixto García: Sitio emblemático que honra la memoria del Mayor General Calixto García Íñiguez, destacado líder de las luchas por la independencia de Cuba.
- Teatro Eddy Suñol: Escenario de importantes figuras del arte nacional e internacional, referente para el desarrollo escénico en Cuba.

- Cervecería Bucanero S.A.: Una de las principales productoras de cerveza en Cuba. Entre sus marcas más conocidas se encuentran Cristal, Bucanero y Mayabe.
- Plaza de la Marqueta: Espacio comercial y recreativo en el centro de la ciudad.

### Casa del Teniente Gobernador
Esta es la construcción más antigua que se conserva en la ciudad de Holguín. Fue edificada en la primera mitad del siglo XVIII y en ella residió José Antonio de Silva y Ramírez de Arellano, el primer teniente gobernador y capitán de guerra de la villa tras su fundación en 1752.
Constituyó la primera sede del gobierno local (cabildo), incluyendo funciones administrativas, judiciales y de defensa. Su construcción en embarado con barro y paja (método conocido como embarrado) y la utilización de estructuras mudéjares y arcos mixtilíneos reflejan una arquitectura señorial del siglo.
Declarada Monumento Nacional en 2005, actualmente funciona como Museo de Arquitectura Colonial, exhibiendo cuatro salas con objetos vinculados a los orígenes de Holguín, la carpintería colonial, elementos domésticos y un diorama del diseño original.

### Principales parques

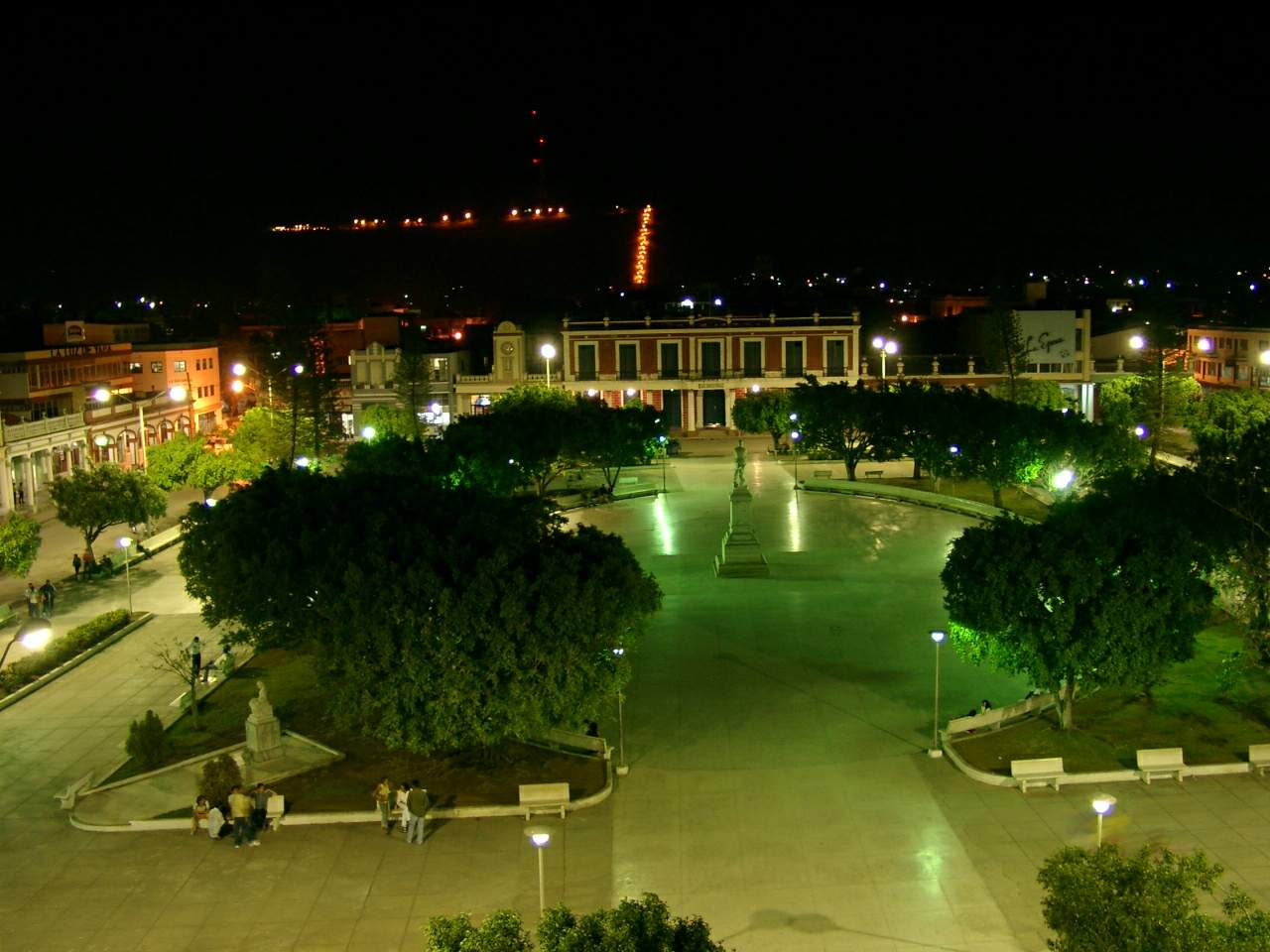
Vista del Parque Calixto García a principios del.

Al ser conocida como la Ciudad de los Parques, son muchas las plazas de este tipo que predominan en Holguín. Entre ellas, las más populares son:
- Parque Calixto García: El más emblemático de la ciudad, ubicado en pleno centro. Está rodeado de importantes edificaciones como La Periquera y el Teatro Eddy Suñol. Lleva el nombre del insigne general holguinero de las guerras por la independencia.
- Parque Carlos Manuel de Céspedes: Más conocido como San José, alberga la iglesia del mismo nombre en su centro. Es uno de los más antiguos y tranquilos, y conserva un entorno tradicional.
- Parque Julio Grave de Peralta: Popularmente llamado parque de las Flores, constituye el núcleo originario de la ciudad, donde se asentó el Capitán García Holguín en el año 1545.
- Parque Martí: Dedicado al Héroe Nacional de Cuba, José Martí, destaca por su estatua central y por la cercanía de instituciones culturales y educativas.
- Parque Rubén Bravo: Más conocido como parque infantil, está diseñado especialmente para los más pequeños. Cuenta con áreas de juego, una exposición de aves y bancos bajo la sombra.

- Parque El Quijote: Inspirado en la célebre obra de Cervantes, este parque rinde homenaje a Don Quijote de la Mancha con una gran escultura en su centro. Es un espacio original que aporta un toque literario y artístico al paisaje urbano holguinero.

## Geografía y relieve

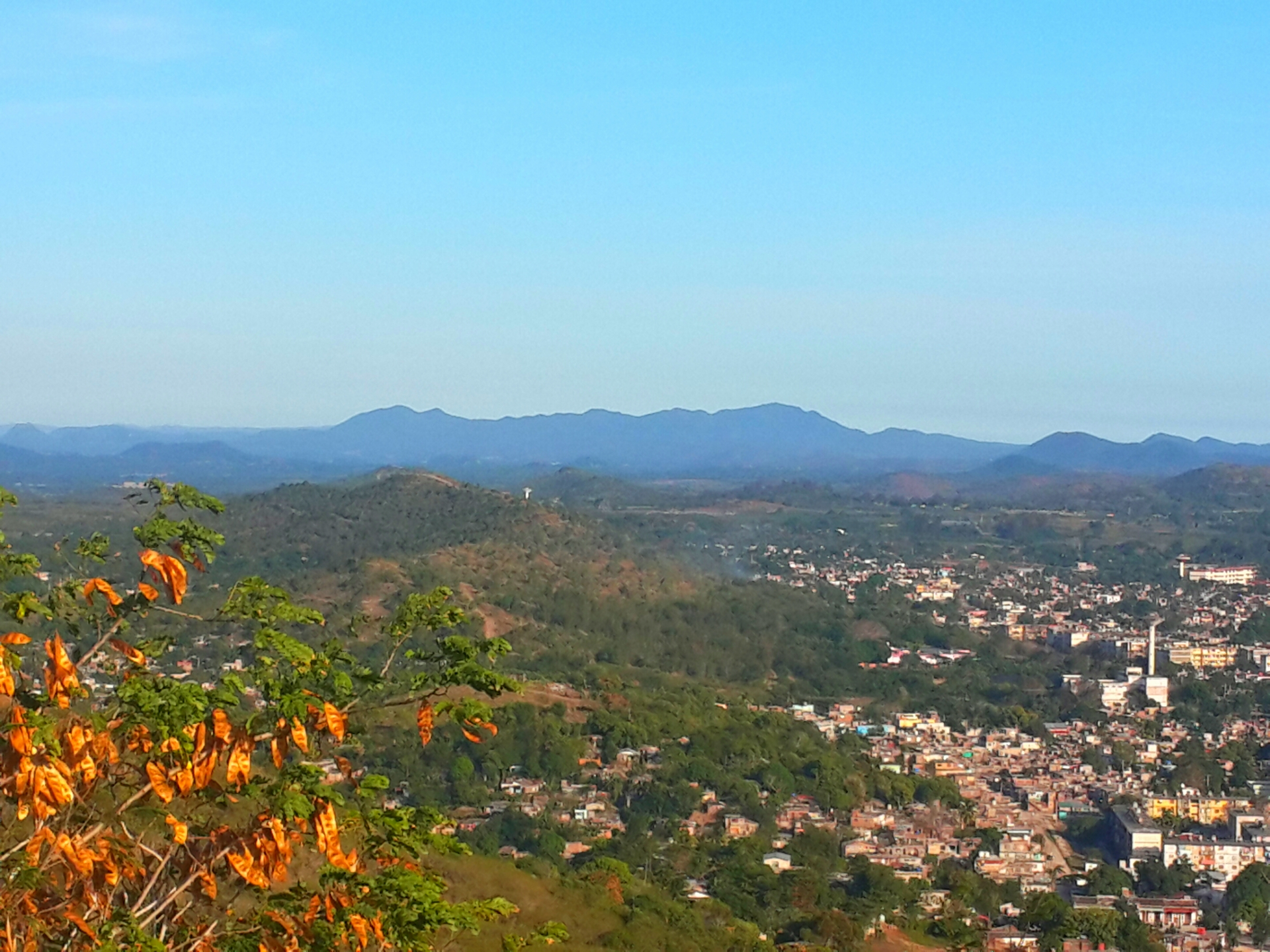
Alturas de Maniabón vistas desde la Loma de la Cruz; a lo lejos se destaca el cerro Galeano, de 455 metros, máxima elevación de este grupo orográfico.

La ciudad de Holguín se encuentra ubicada en el nordeste de Cuba, en una zona de transición entre las llanuras costeras del norte y las elevaciones bajas del interior oriental del país. Su localización geográfica, a unos 36 km del litoral atlántico, le permite estar relativamente cerca de importantes playas como Guardalavaca y el puerto de Gibara.
Holguín se asienta sobre una llanura ligeramente ondulada, rodeada de colinas y elevaciones bajas, entre ellas la Loma de la Cruz con 275 metros y la Loma del Fraile con 331 metros. El relieve urbano presenta una pendiente suave de sur a norte.
Por su parte, las Alturas de Maniabón son una importante formación geográfica ubicada en el noreste de la provincia, y constituyen una cadena montañosa de mediana altura que se extienden principalmente por los municipios de Holguín, Gibara, Rafael Freyre y parte de Báguanos. Están formadas mayormente por rocas calizas, lo que ha dado lugar a un relieve cársico con presencia de cuevas y sumideros. Esto es especialmente visible en las zonas cercanas a Gibara, donde se encuentran sistemas cavernarios de interés turístico, científico y valor simbólico e histórico. En el escudo de la ciudad de Holguín, las lomas que aparecen a los pies de los santos patronos representan, precisamente, las Alturas de Maniabón, lo que sugiere su significación geográfica para la identidad local desde la época colonial.
Por territorio holguinero pasan varios arroyos y pequeños ríos, siendo el más notable el río Jigüe, aunque en general la red hidrográfica no es caudalosa. Esta característica, unida a la falta de grandes cuerpos de agua cercanos, ha hecho que históricamente se recurriera a la construcción de aljibes y sistemas de recolección de agua pluvial.
El entorno natural está compuesto por una vegetación típica de sabana tropical y zonas alteradas por la actividad humana. Algunas áreas verdes en la periferia conservan especies autóctonas de flora y fauna.

### Límites
- Norte: municipios Gibara y Rafael Freyre.
- Este: municipios Báguanos y Rafael Freyre.
- Sur: municipios Báguanos y Cacocum.
- Oeste: municipio Calixto García.

## Clima
Holguín presenta un clima tropical con estación seca, con una temperatura promedio anual de 25 °C. La temporada de lluvias se concentra principalmente entre los meses de mayo y octubre, mientras que el resto del año suele ser más seco y soleado.
Las lluvias intensas que históricamente afectaron la ciudad influyeron en el diseño de su urbanismo. Por ejemplo, muchos de sus parques fueron construidos elevados respecto al nivel de la calle, como medida para evitar inundaciones durante los aguaceros, especialmente en primavera.
| Mes        | Temp. media (°C) | Máx. promedio (°C) | Mín. promedio (°C) |
| ---------- | ---------------- | ------------------ | ------------------ |
| Enero      | 23.3             | 28.7               | 17.9               |
| Febrero    | 23.9             | 29.2               | 18.5               |
| Marzo      | 25.2             | 30.7               | 19.7               |
| Abril      | 26.7             | 32.1               | 21.2               |
| Mayo       | 27.5             | 32.3               | 22.6               |
| Junio      | 28.0             | 32.5               | 23.4               |
| Julio      | 28.1             | 33.0               | 23.3               |
| Agosto     | 28.3             | 33.2               | 23.5               |
| Septiembre | 27.9             | 32.6               | 23.2               |
| Octubre    | 26.9             | 31.8               | 22.0               |
| Noviembre  | 25.1             | 30.2               | 19.9               |
| Diciembre  | 23.8             | 29.1               | 18.4               |

## Economía

Cervecería Bucanero S.A.

La ciudad de Holguín posee una economía diversificada, albergando un destacado núcleo industrial que abarca sectores como el alimentario, gráfico, metalúrgico y agroindustrial. Entre sus industrias más relevantes se encuentra la Fábrica de Cigarros Lázaro Peña, mayor productora de cigarros del país, y la Cervecería Bucanero S.A., que elabora reconocidas marcas nacionales como Bucanero y Cristal, así como la malta Bucanero. También destacan la Torrefactora de Café Reynerio Almaguer, dedicada al procesamiento del café local; y la Fábrica de Conservas Turquino, especializada en alimentos derivados de frutas y vegetales. 
En el ámbito editorial y gráfico sobresale el Poligráfico José Miró Argenter, centro de impresión de materiales escolares y prensa escrita para la región oriental. Holguín cuenta además con importantes instalaciones industriales como la Empresa Mecánica Héroes del 26 de Julio (Holmeca), fabricante de maquinaria agrícola; la Fábrica de Combinadas Cañeras 60 Aniversario, pionera en su tipo en América Latina; Cerámica Blanca Holguín, especializada en sanitarios y azulejos; y HolPlast, una de las tres fábricas del país de tuberías plásticas de alta densidad.
Este entramado productivo, aunque enfrenta desafíos de modernización y abastecimiento, constituye uno de los pilares del desarrollo económico local y nacional.
Con la apertura económica al trabajo por cuenta propia, ha florecido una variada oferta de servicios gastronómicos. Entre ellos destacan los restaurantes privados conocidos como “paladares”, presentes en diferentes zonas de la ciudad, lo que contribuye a dinamizar la vida económica y cultural del municipio.
El turismo también representa una rama importante de la economía local, debido a la proximidad de destinos costeros como Guardalavaca o Playa Pesquero, lo que impulsa la presencia de infraestructura y servicios orientados al visitante.

### Alojamiento

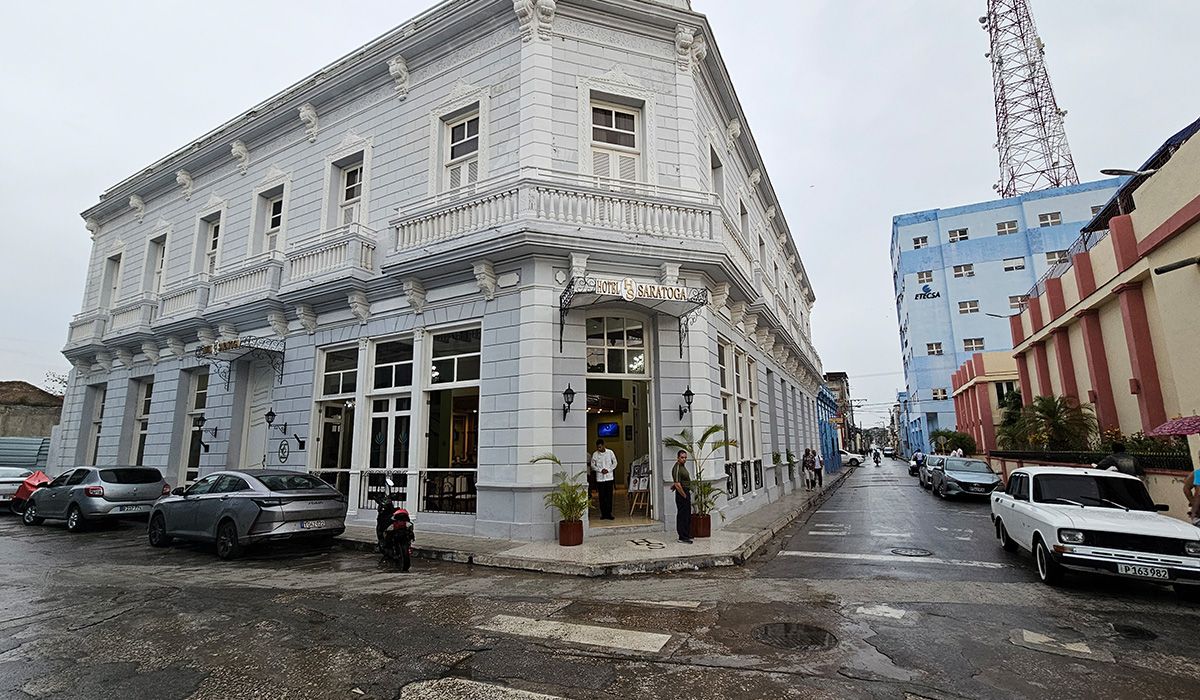
Hotel Saratoga en Holguín.

La ciudad de Holguín cuenta con una variada oferta de alojamientos que combina hoteles estatales con viviendas particulares habilitadas para el arrendamiento a turistas. Entre los hoteles con más tradición destacan el Hotel Pernik, la Villa El Bosque y la Villa Mirador de Mayabe, construidos en las décadas de 1970 y 1980. Aunque cuentan con varias décadas de servicio, han sido objeto de mantenimiento y siguen en funcionamiento, principalmente dirigidos al turismo nacional e institucional.
En años recientes se han incorporado hoteles con estándares más modernos, como el Hotel Saratoga, el Hotel Caballeriza, y el Hotel Esmeralda, que brindan servicios de mayor confort y están más enfocados al turismo internacional.
Además, existen alojamientos como el Hotel Santiago y el Majestic, los cuales atienden mayoritariamente al mercado nacional. Sin embargo, estos últimos presentan condiciones de infraestructura menos favorables debido al limitado acceso a recursos y mantenimiento constante.
Junto a la red hotelera estatal, Holguín dispone de una creciente oferta de alojamientos particulares, conformada por casas o habitaciones en renta autorizadas. Estas opciones, populares entre los visitantes por su cercanía con la vida local, ofrecen hospedaje personalizado y precios competitivos, lo que las convierte en una alternativa atractiva tanto para viajeros cubanos como extranjeros.

## Transporte y viales
El sistema de transporte en la ciudad de Holguín presenta características similares al resto del país, marcadas por una infraestructura vial deteriorada, un déficit de transporte público y persistentes limitaciones en el suministro de combustible. Mientras muchas comunidades periféricas aún carecen de calles asfaltadas y dependen de caminos de tierra que dificultan el acceso, el centro urbano muestra condiciones más favorables, con avenidas pavimentadas y mayor presencia de servicios.
Uno de los principales retos para la movilidad de la población es la grave situación del transporte público. La escasez de ómnibus, agravada por la crisis energética nacional y la falta de piezas de repuesto, ha provocado frecuentes interrupciones en los servicios regulares. Independientemente a esto, a través de los años, la población a recurrido a medios alternativos, como los llamados bicitaxis, que son bicicletas adaptadas con una estructura metálica para llevar a uno o dos pasajeros; los coches de tracción animal, comúnmente conocidos como “coches”, que son carretas tiradas por caballos, donde caben hasta 10 pasajeros; y los taxis particulares, tanto motos como autos, que ofrecen mayor rapidez pero cuyos precios varían según la distancia, la demanda y el horario, por lo que no siempre son accesibles para todos los sectores de la población.
En los últimos años, se ha observado un notable incremento en el uso de motocicletas eléctricas, tanto de uso personal como para el transporte de pasajeros o carga ligera. Este fenómeno ha representado un alivio para muchos ciudadanos ante la crisis del transporte, y también ha abierto oportunidades de emprendimiento local, ya que varios residentes las utilizan como herramienta de trabajo, especialmente para ofrecer servicios de transporte puerta a puerta.
Holguín, como capital provincial, alberga las principales terminales de ómnibus y ferrocarril que conectan con otras ciudades del país, lo cual facilita los viajes nacionales para los residentes. Asimismo, en las afueras de la ciudad se encuentra el Aeropuerto Internacional Frank País, uno de los más importantes del oriente cubano, que brinda conexiones aéreas tanto nacionales como internacionales.

### Aeropuerto Internacional Frank País

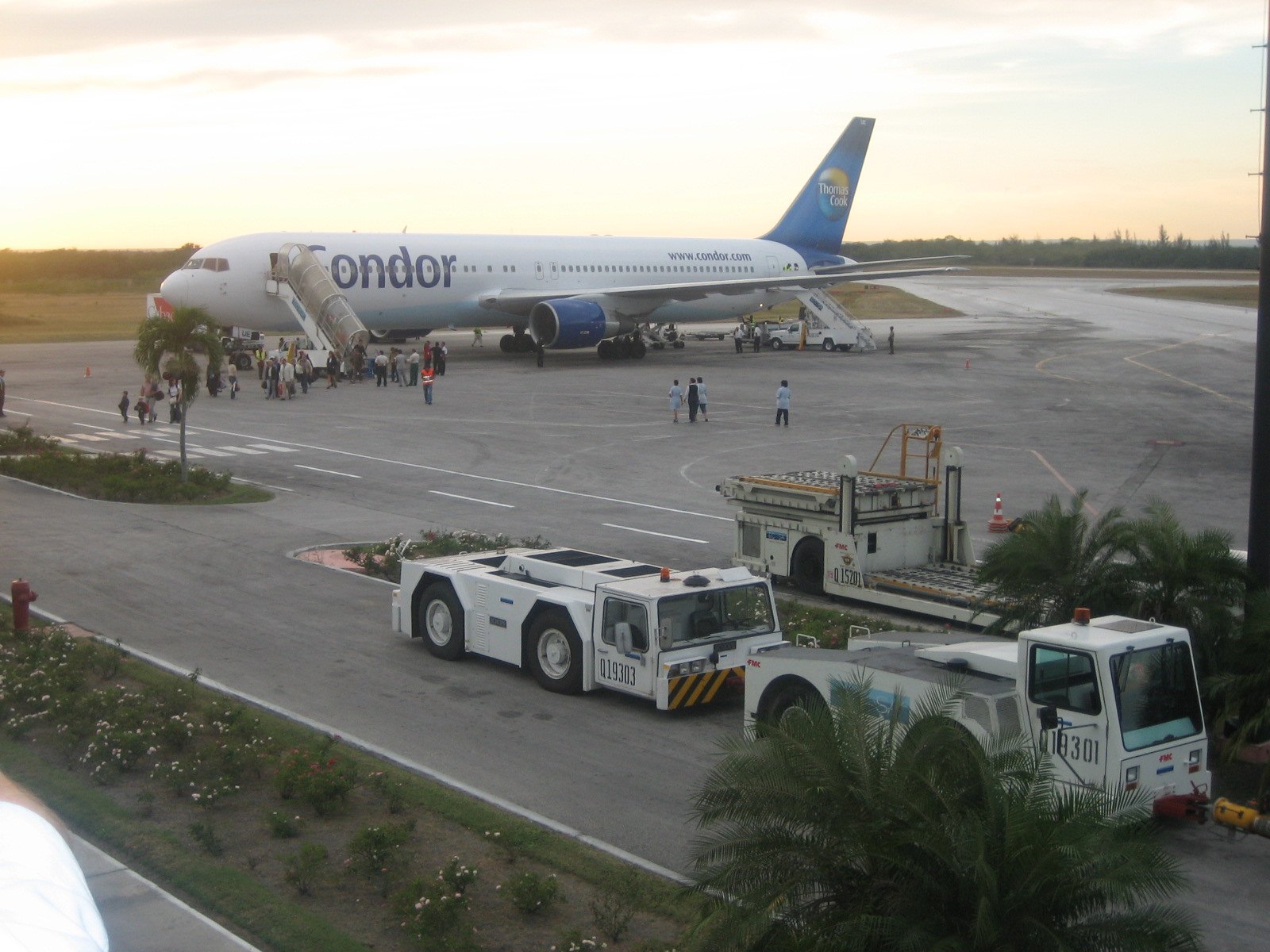
Aeropuerto Internacional Frank País.

Situado aproximadamente a 11 kilómetros del centro de la ciudad de Holguín, es una infraestructura fundamental para la economía de la región. Inaugurado en 1966 y nombrado en honor al revolucionario Frank País, este aeropuerto sirve como puerta de entrada para turistas nacionales e internacionales que visitan el oriente de Cuba. Cuenta con dos terminales principales: una terminal internacional, que conecta Holguín con destinos en América del Norte, Europa y otras regiones, y una terminal nacional, que facilita el transporte aéreo, fundamentalmente desde y hacia La Habana. Esta dualidad permite una mayor fluidez en el movimiento de pasajeros y carga, lo cual impulsa el desarrollo del turismo, la inversión y el comercio local. Además, el aeropuerto contribuye a la generación de empleos directos e indirectos y es un factor clave para la dinamización de sectores como la hotelería y los servicios relacionados. Gracias a su capacidad para atender un volumen considerable de pasajeros y su infraestructura moderna, el Aeropuerto Internacional Frank País es un pilar estratégico para el crecimiento económico y la integración de Holguín con mercados nacionales e internacionales.

## Educación
La ciudad de Holguín es un importante centro educativo en la región, con varias instituciones destacadas en diferentes niveles y áreas de formación. Entre las principales se encuentra la Universidad de Holguín "Oscar Lucero Moya", fundada en 1973 y abreviada como UHo. Esta universidad pública cuenta con dos campus principales —Oscar Lucero Moya y Celia Sánchez Manduley—, alberga 8 facultades y ofrece un total de 19 carreras. La institución no solo se dedica a la educación superior, sino que también tiene un papel activo en la formación de docentes y en la investigación científica local, con proyectos orientados a temas actuales como la Agenda 2030 y el desarrollo sostenible.

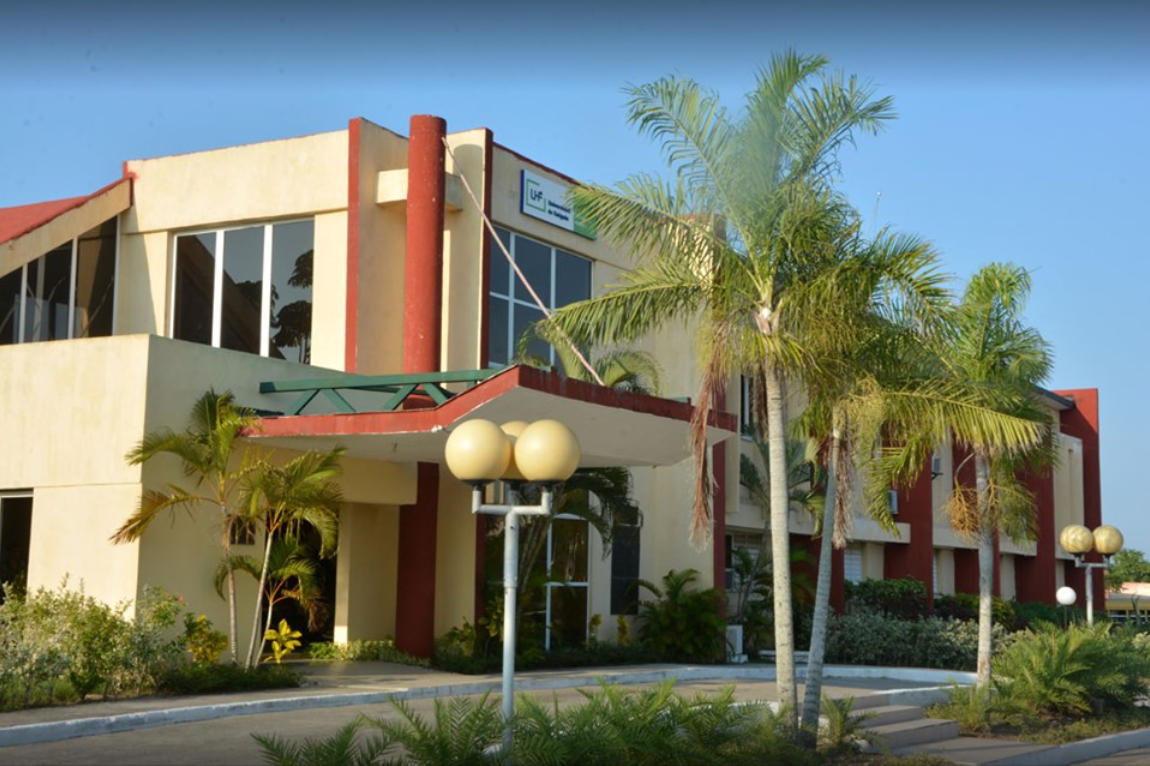
Sede Celia Sánchez de la UHo.

Otra institución relevante es la Facultad de Ciencias Médicas "Mariana Grajales", que forma parte de la Universidad de Ciencias Médicas de Cuba y fue establecida en 1979. Esta facultad se especializa en la formación de profesionales de la salud, ofreciendo carreras como Medicina, Estomatología, Enfermería, Psicología y Tecnología de la Salud. Destaca por su carácter internacional, ya que ha recibido a cientos de estudiantes provenientes de América Latina, África y Asia, en el marco de los programas de colaboración médica que Cuba mantiene con diversos países.
En el ámbito artístico, la ciudad alberga la Escuela Profesional de Artes Plásticas El Alba, fundada el 28 de enero de 1961, inicialmente conocida como Escuela Taller “Pepa Castañeda”. Desde la década de 1980 adoptó su nombre actual y se consolidó como un centro regional de formación en artes plásticas, atrayendo a estudiantes no solo de Holguín, sino también de las provincias vecinas como Guantánamo, Granma y Las Tunas. La escuela ofrece especialidades variadas, que incluyen pintura, escultura, grabado, arte digital y nuevos medios, combinando una formación teórica con una amplia práctica artística.
La Escuela de Iniciación Deportiva Escolar (EIDE) Pedro Díaz Coello es otro pilar educativo en la provincia, especializada en la formación de jóvenes atletas. Fundada en la década de 1970, esta escuela ha sido fundamental para el desarrollo del deporte en Holguín, preparando a niños y adolescentes con talento en disciplinas variadas como atletismo, béisbol, boxeo, judo, lucha y gimnasia, entre otros. La EIDE ha sido la cuna de numerosos deportistas destacados que han representado a la provincia y al país en competencias nacionales e internacionales.
Finalmente, la educación en Holguín se complementa con una red de escuelas técnicas, centros de educación media superior y policlínicas universitarias. Estos centros forman parte de una estrategia de vinculación entre la universidad y la sociedad, con el objetivo de ofrecer educación integral y promover el desarrollo socioeconómico local a través de la formación especializada y el acercamiento a la comunidad.

## Salud
Desde el triunfo de la Revolución Cubana en 1959, la salud pública en Holguín —como en el resto del país— ha sido una prioridad del Estado, concebida como un derecho fundamental de cada ciudadano. En este sentido, el sistema cubano ha apostado por una atención médica preventiva, gratuita y universal, donde la medicina familiar se convierte en una de sus principales estrategias.
En la ciudad de Holguín, se ha trabajado de forma constante para acercar los servicios médicos a la población, a través de la creación y consolidación de las Policlínicas de la Familia. Estas instituciones funcionan como centros de atención primaria que ofrecen servicios médicos generales y especializados a nivel comunitario.
Actualmente, la provincia cuenta con doce policlínicas, y más de 1,200 consultorios médicos que refuerzan la cobertura sanitaria en zonas urbanas y rurales. De ellos, 69 se encuentran en el Plan Turquino, una iniciativa orientada a brindar atención médica en las zonas montañosas y de difícil acceso.

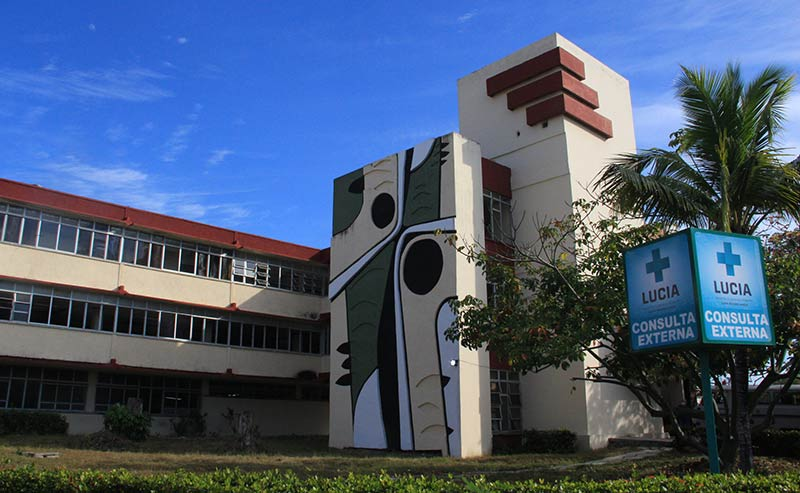
Hospital Clínico Quirúrgico Lucía Íñiguez Landín.

Los principales centros de salud de la provincia se encuentran en su ciudad capital, y son:
- Hospital General Docente Vladimir Ilich Lenin, ubicado en la ciudad de Holguín, es uno de los más importantes de la región oriental de Cuba, con servicios en diversas especialidades médicas y quirúrgicas.
- Hospital Pediátrico Octavio de la Concepción y de la Pedraja, especializado en la atención infantil.
- Hospital Clínico Quirúrgico Lucía Íñiguez Landín, también en la cabecera provincial, con énfasis en cirugía y servicios clínicos especializados.
- Hospital Psiquiátrico Provincial de Holguín, especializado en la atención a las personas con padecimientos de salud mental.
- Centro de Investigación y Rehabilitación de las Ataxias Hereditarias (CIRAH), ubicado en la ciudad de Holguín, es un centro especializado en la atención médica, rehabilitación e investigación de las ataxias hereditarias, especialmente la Ataxia Espinocerebelosa tipo 2 (SCA2), prevalente en la región. Fundado en el año 2000, brinda tratamiento multidisciplinario a pacientes con enfermedades neurodegenerativas y desarrolla estudios genéticos, clínicos y terapéuticos. Es el único de su tipo en Latinoamérica y ha establecido vínculos de colaboración con instituciones internacionales.
- Ubicadas a las afueras de la ciudad de Holguín, las villas El Cocal y El Quinqué forman parte del sistema de atención médica al turismo de salud en Cuba. Ambas instalaciones están rodeadas de un entorno natural tranquilo y ofrecen condiciones cómodas para la recuperación de pacientes, así como para el descanso de quienes acompañan a personas hospitalizadas. El Cocal, en particular, fue escenario de una de las visitas más recordadas en el ámbito de la salud en Cuba: Diego Armando Maradona, ídolo del fútbol argentino, recibió allí tratamiento de rehabilitación, lo que contribuyó a la proyección internacional del centro.

Sin embargo, las difíciles condiciones económicas actuales también han impactado el sistema de salud local. Al igual que en otras zonas del país, se percibe un déficit de personal médico en algunos centros, debido en parte a la migración y a las misiones médicas en el exterior. Además, la escasez de insumos médicos y recursos materiales representa un reto para garantizar una atención óptima y oportuna, especialmente en situaciones de urgencia o para tratamientos especializados.
A pesar de estos desafíos, el personal de salud de Holguín mantiene su compromiso con la comunidad, y se continúa trabajando por preservar una atención digna y cercana para todos los ciudadanos.

## Cultura y ocio

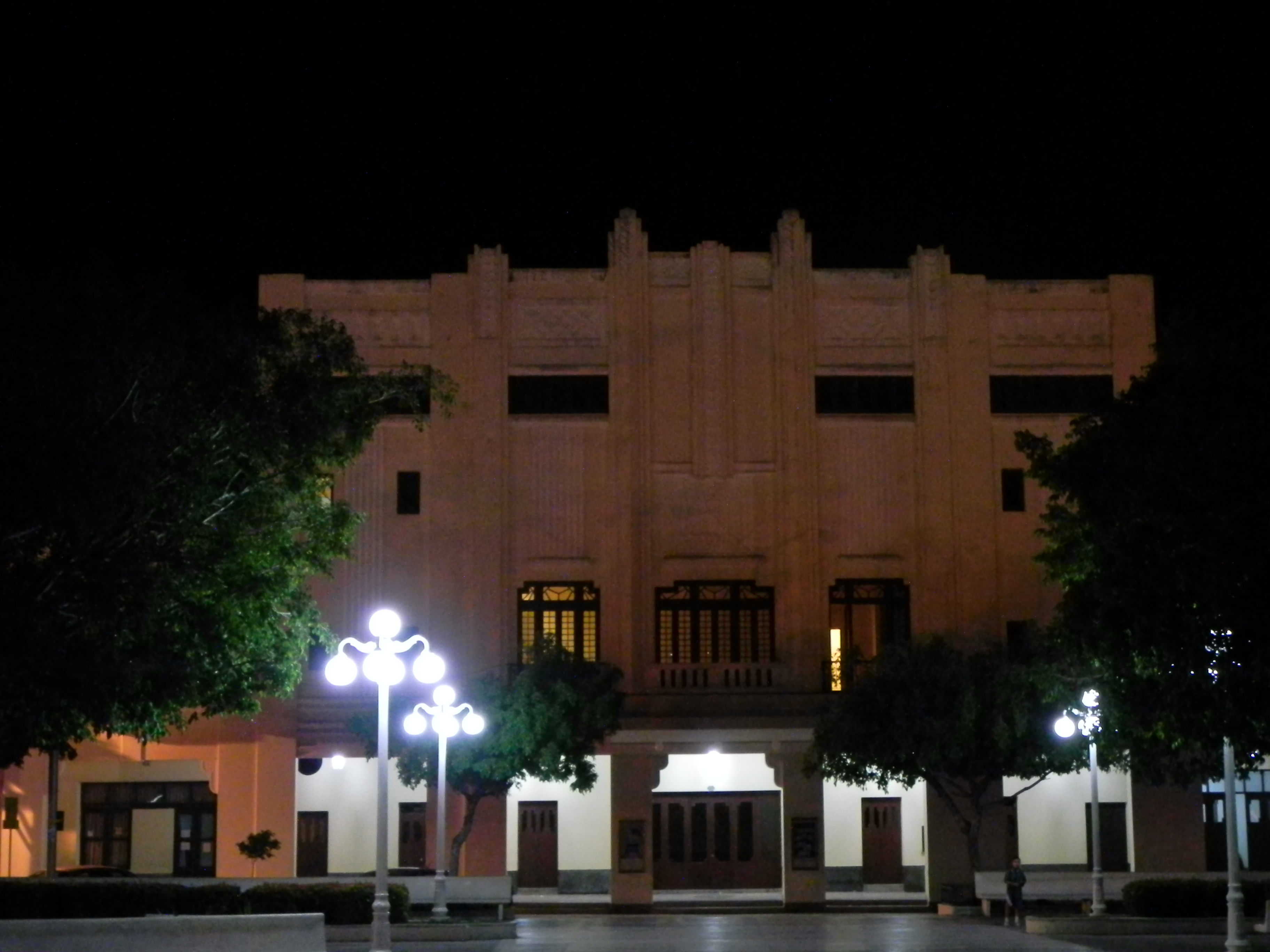
Teatro Eddy Suñol.

Holguín es un importante centro cultural del oriente cubano, con una intensa vida artística y una variedad de espacios dedicados a la promoción de la cultura y el entretenimiento. En el casco urbano destacan instituciones como las galerías Moncada y Bayado, donde se exponen obras de artistas locales y nacionales; la Biblioteca Provincial Alex Urquiola, punto clave para el estudio y la investigación; la Casa de la Trova ''El Guayabero'', ideal para los amantes de la música tradicional cubana; y salas emblemáticas como el cine Martí, el Teatro Eddy Suñol, el Guiñol, el Cine Teatro Ismaelillo, el Museo de Historia Provincial La Periquera, el Museo de Ciencias Naturales, la Casa de la Cultura Iberoamericana, y el Museo Casa Natal Calixto García. 

### Principales eventos culturales

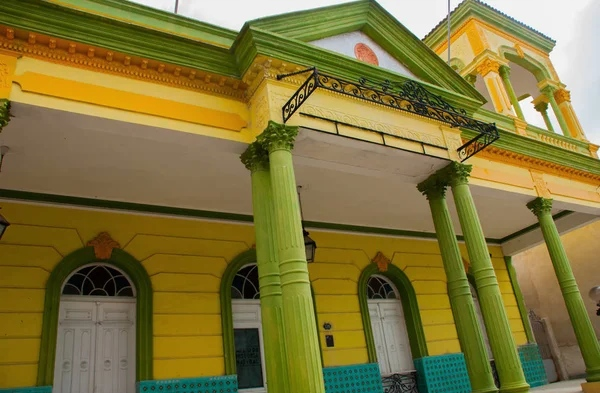
Museo de Ciencias Naturales.

Holguín es también una ciudad de festivales. Destacan eventos culturales de gran renombre como:
- Las Romerías de Mayo: uno de los eventos más representativos de la ciudad y del país, donde confluyen jóvenes artistas cubanos e internacionales.
- Fiesta de la Cultura Iberoamericana: celebrada en octubre, promueve el intercambio entre culturas hermanas de Iberoamérica, con conciertos, conferencias, exposiciones y desfiles.
- Festival Nacional del Humor “Satiricón”: dedicado al humor escénico, reúne a los principales exponentes de este género en Cuba.
- Festival “Arañando la Nostalgia”: un homenaje a la música popular de décadas pasadas.
- Festival “Por Primea Vez”: plataforma para que nuevos creadores muestren sus obras, especialmente en el ámbito audiovisual.
- Semana de la Cultura Holguinera: cada mes de enero, la ciudad celebra sus raíces con actividades artísticas, ferias y espectáculos públicos.

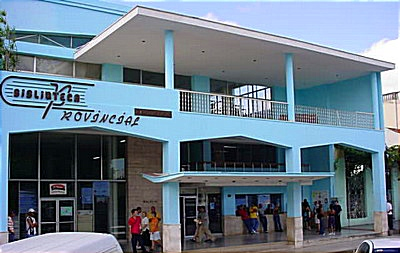
Biblioteca Provincial Alex Urquiola.

En los últimos años, la apertura económica ha favorecido la aparición de numerosos bares y cafeterías privadas que ofrecen música en vivo, tapas, cócteles y un ambiente moderno. Estos espacios han diversificado el ocio en la ciudad y atraen tanto a locales como a visitantes.
Entre las opciones nocturnas, el Cabaret Nocturno es el principal club de la ciudad, conocido por sus espectáculos de variedades, música bailable y ambiente festivo. También son populares el Salón Benny Moré, el Centro Cultural Bariay y la plaza de la Marqueta.

### Orquesta Avilés
La Orquesta Avilés, fundada en Holguín en 1882, es probablemente la orquesta más antigua del mundo en actividad continua, lo que la convierte en un verdadero tesoro cultural para la ciudad y la provincia. Reconocida por su calidad musical y su compromiso con la preservación y promoción de los géneros tradicionales cubanos como el son, la guaracha y el bolero, la orquesta ha enriquecido profundamente el patrimonio musical local. A lo largo de sus más de 140 años de historia, ha sido un espacio clave para el desarrollo de talentos regionales y un símbolo de identidad cultural, llevando el nombre de Holguín a escenarios nacionales e internacionales. Su legado perdura no solo en sus numerosas grabaciones y presentaciones, sino también en la influencia que ha ejercido sobre generaciones de músicos y amantes de la música cubana en toda la región.

### Faustino Oramas
Faustino Oramas, conocido popularmente como El Guayabero, es una de las figuras más emblemáticas de la cultura musical de Holguín y de Cuba en general. Su estilo único, caracterizado por letras ingeniosas, humorísticas y cargadas de doble sentido, junto a su maestría en el tres cubano, le valieron un lugar especial en la historia de la música tradicional cubana. Oramas representó fielmente la identidad campesina y la picardía popular del oriente cubano, convirtiéndose en un símbolo cultural de Holguín. Su legado trasciende generaciones, manteniendo viva la tradición del son y el bolero a través de sus composiciones y su característico estilo interpretativo.

## Medios de comunicación
La ciudad de Holguín cuenta con una presencia activa de medios de comunicación provinciales que cumplen funciones informativas, educativas y culturales para la población.
Aquí se encuentra Radio Angulo, la emisora provincial, fundada en 1937 y considerada una de las más antiguas de Cuba. Ofrece una variada programación que abarca noticias locales, música, espacios de participación ciudadana y contenidos educativos, con una fuerte conexión con la identidad holguinera. Igualmente tiene su sede aquí Radio Holguín, la emisora del municipio, con una programación mas enfocada en el acontecer local. 

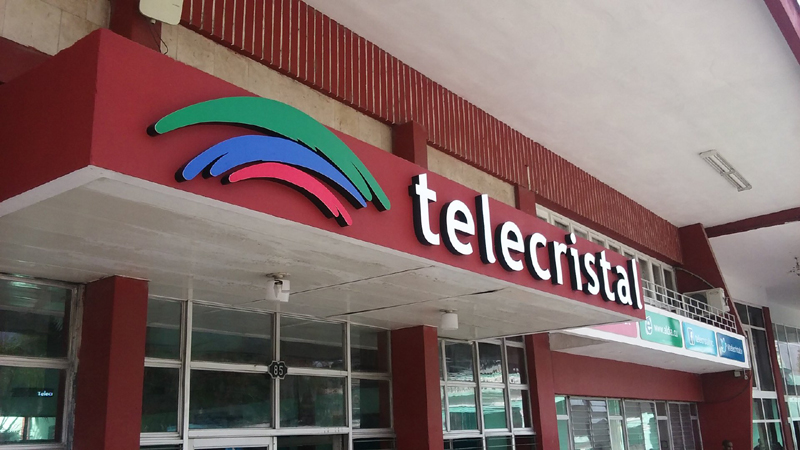
Sede de TeleCristal.

En el ámbito televisivo, TeleCristal es el canal provincial. Produce noticieros, programas culturales, documentales, así como transmisiones especiales sobre eventos importantes de la ciudad y la provincia. Transmite desde el centro de la ciudad de Holguín y comenzó sus emisiones el 5 de diciembre de 1976, siendo el primer canal de televisión local. El edificio donde se encuentra actualmente fue anteriormente la terminal de ómnibus Crespi, lo que le otorga un valor histórico adicional.
En el campo de la prensa escrita, el periódico ¡Ahora! es el órgano oficial del Partido Comunista en la provincia, con ediciones tanto impresas como digitales. Publica reportajes, artículos de opinión, noticias locales y cobertura de temas económicos, sociales y culturales.
También es sede de La Luz, que se ha consolidado como una de las editoriales más importantes del país dedicadas a promover la obra de jóvenes escritores cubanos, y que ha sido reconocida en múltiples ocasiones por la calidad de sus publicaciones; y Cuadernos Papiro, una editorial única en Cuba, que se especializa en la creación de libros artesanales mediante técnicas tradicionales como la impresión tipográfica y el uso de papel hecho a mano, combinando literatura y arte en piezas de alto valor cultural y patrimonial.
En los últimos años, también se ha fortalecido el uso de medios digitales y redes sociales como canales alternativos de información y comunicación, especialmente entre los jóvenes. Algunos medios oficiales han desarrollado versiones en línea y presencia en plataformas como Telegram, Facebook y YouTube, a pesar de las limitaciones tecnológicas del país.
Aunque el sistema de medios en Holguín está principalmente bajo control estatal, cada vez más ciudadanos recurren a nuevas formas de comunicación digital para mantenerse informados, compartir contenido local y participar en el debate social.

## Deportes
Holguín tiene una fuerte tradición deportiva, en especial en el béisbol, considerado el deporte nacional de Cuba. Además, se promueve una amplia gama de disciplinas, muchas de ellas cultivadas desde edades tempranas a través de la Escuelas de Iniciación Deportiva Escolar (EIDE), la Facultad de Cultura Física de la Universidad de Holguín y los combinados deportivos comunitarios.
Disciplinas como el atletismo, el ajedrez, la lucha, el judo, el boxeo, el taekwondo, la gimnasia rítmica y artística, y el levantamiento de pesas cuentan con instalaciones y personal técnico capacitado. Estos deportes han contribuido a la formación de atletas que han representado a la provincia y al país en competencias nacionales e internacionales.
El boxeo ha sido una cantera destacada para Holguín, con varios púgiles sobresalientes. El fútbol también ocupa un lugar importante en la vida deportiva local, con ligas municipales y provinciales que involucran a jóvenes de zonas urbanas y rurales. Otros deportes como el ciclismo, voleibol, ybaloncesto, aunque con menor visibilidad mediática, se practican activamente y cuentan con eventos organizados.
Holguín cuenta con la Escuela de Iniciación Deportiva Escolar (EIDE) Pedro Díaz Coello, una institución educativa y formadora de atletas de alto rendimiento que ha sido clave en el desarrollo del movimiento deportivo en la región.

### Béisbol
El béisbol es, sin duda, el deporte de mayor arraigo en Holguín, tanto por su historia como por la pasión que genera entre sus habitantes. La ciudad ha sido representada en las Series Nacionales por los equipos Cachorros de Holguín, Cafetaleros, Mineros y Orientales, estos dos últimos durante las extintas Series Selectivas.
La afición local ha mantenido viva la tradición beisbolera durante décadas y es conocida como la más fiel a su equipo, el cual ha sido protagonista en varias temporadas, destacando especialmente en la Serie Nacional 41, cuando alcanzó su mayor logro. Fue el 28 de junio de 2002, cuando los Cachorros de Holguín derrotaron 2x1 a Sancti Spíritus en el séptimo y decisivo juego de la final, obteniendo su primer y único título en la historia del campeonato cubano, bajo la dirección del mentor Héctor Hernández. Esta victoria fue considerada un hito para el deporte provincial y generó una celebración masiva en toda la región que aún hoy se recuerda.

### Estadio Calixto García

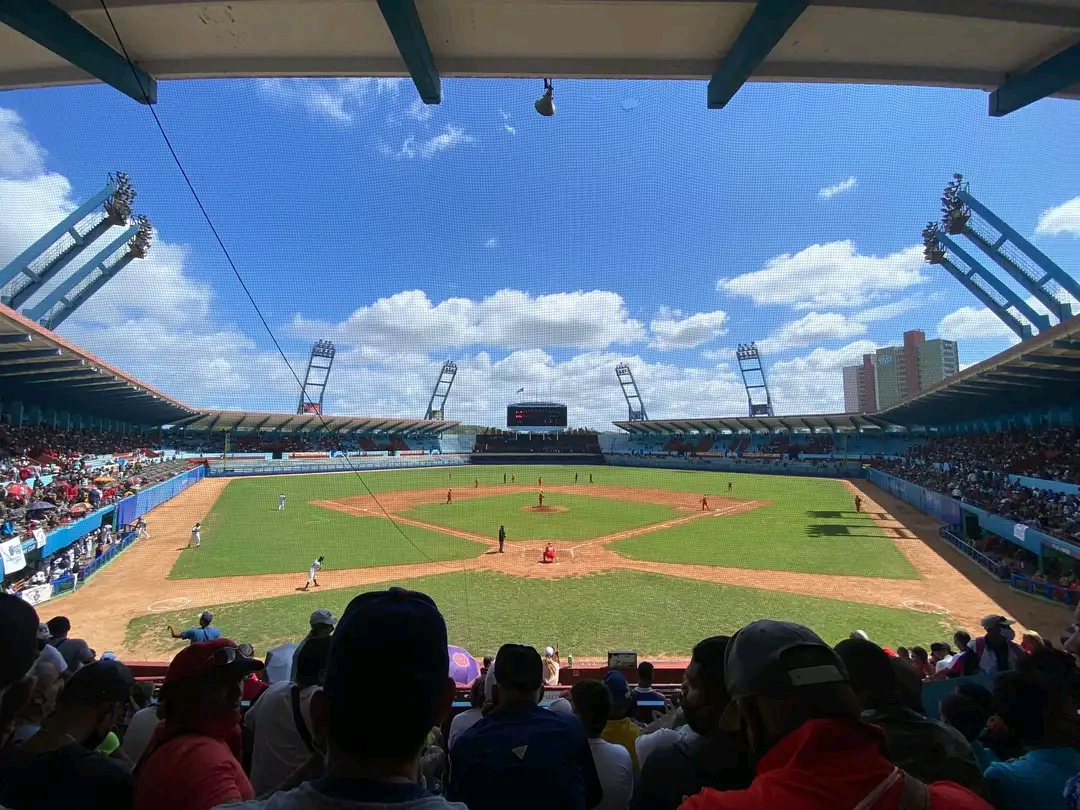
Estadio Calixto García.

El principal escenario deportivo de la ciudad es el Estadio Mayor General Calixto García Íñiguez, una instalación emblemática tanto por su historia como por su infraestructura. Fue inaugurado el 10 de febrero de 1979 con un juego correspondiente a la XIX Serie Nacional entre los equipos de Villa Clara y Holguín, que concluyó con victoria para los villaclareños con marcador de 1x0.
Desde entonces, el estadio ha sido la sede del equipo Cachorros de Holguín en las Series Nacionales, y anteriormente también acogió a los conjuntos Mineros y Orientales durante las Series Selectivas.
Con capacidad para 30 000 espectadores, es considerado uno de los estadios más atractivos del país por su diseño arquitectónico, tanto en el interior como en sus alrededores. Posee dimensiones de 325 pies por las bandas y 400 pies por el jardín central, y cuenta con bullpens interior y exterior, gradas y muros acolchonados, así como el primer museo del deporte ubicado dentro de una instalación de este tipo en Cuba.
El estadio también ha sido escenario de importantes eventos internacionales, como topes entre Cuba y Estados Unidos en las décadas de 1980 y 1990, encuentros con profesionales mexicanos en 2002 y partidos de la Copa Mundial de Béisbol celebrada en Cuba en 2003. Además, ha acogido eventos culturales de gran envergadura, como el concierto del cantautor salvadoreño Álvaro Torres, realizado el 16 de agosto de 2015.

### Títulos nacionales

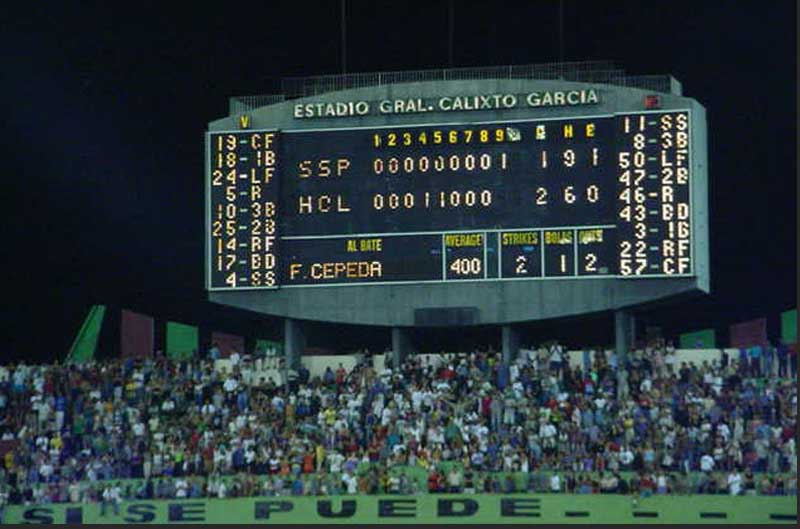
Histórico marcador en el estadio Calixto García minutos antes de coronarse el equipo de béisbol.

El primer gran logro deportivo de la ciudad ocurrió el 28 de junio de 2002, cuando el equipo de Holguín se coronó campeón de la 41 Serie Nacional de Béisbol al vencer 2x1 a Sancti Spíritus. Fue el primer y único título del equipo en este campeonato.
En la temporada 2005-2006, el equipo local, conocido como las Panteras, también se coronó campeón del fútbol cubano tras empatar 0-0 con Santiago de Cuba en la final, celebrada en el estadio Antonio Maceo de esa ciudad. Gracias a su ventaja en la tabla de posiciones, el empate fue suficiente para asegurar el campeonato.
Y más recientemente, en 2024, Holguín alcanzó un nuevo hito: se proclamó campeón nacional de boxeo al empatar en puntos con Guantánamo en la final de la VIII Serie Nacional, disputada en Camagüey, logrando así su primer título en esa disciplina.

### Deportistas notables
Entre los deportistas más destacados nacidos en Holguín se encuentran el boxeador Mario Kindelán, doble campeón olímpico y mundial; el taekwondoca Ángel Matos, campeón olímpico en Sídney 2000; y el Gran Maestro de ajedrez Walter Arencibia Rodríguez, campeón mundial juvenil en 1986. 
Además, destaca el tirador deportivo Leuris Pupo Requejo, quien conquistó la medalla de oro en la modalidad de pistola rápida a 25 metros en los Juegos Olímpicos de Londres 2012, convirtiéndose en el primer cubano en obtener un título olímpico en este deporte. Pupo ha participado en cinco ediciones consecutivas de los Juegos Olímpicos (2000, 2004, 2008, 2012 y 2016), consolidándose como uno de los atletas más longevos y consistentes del país.

## Religión

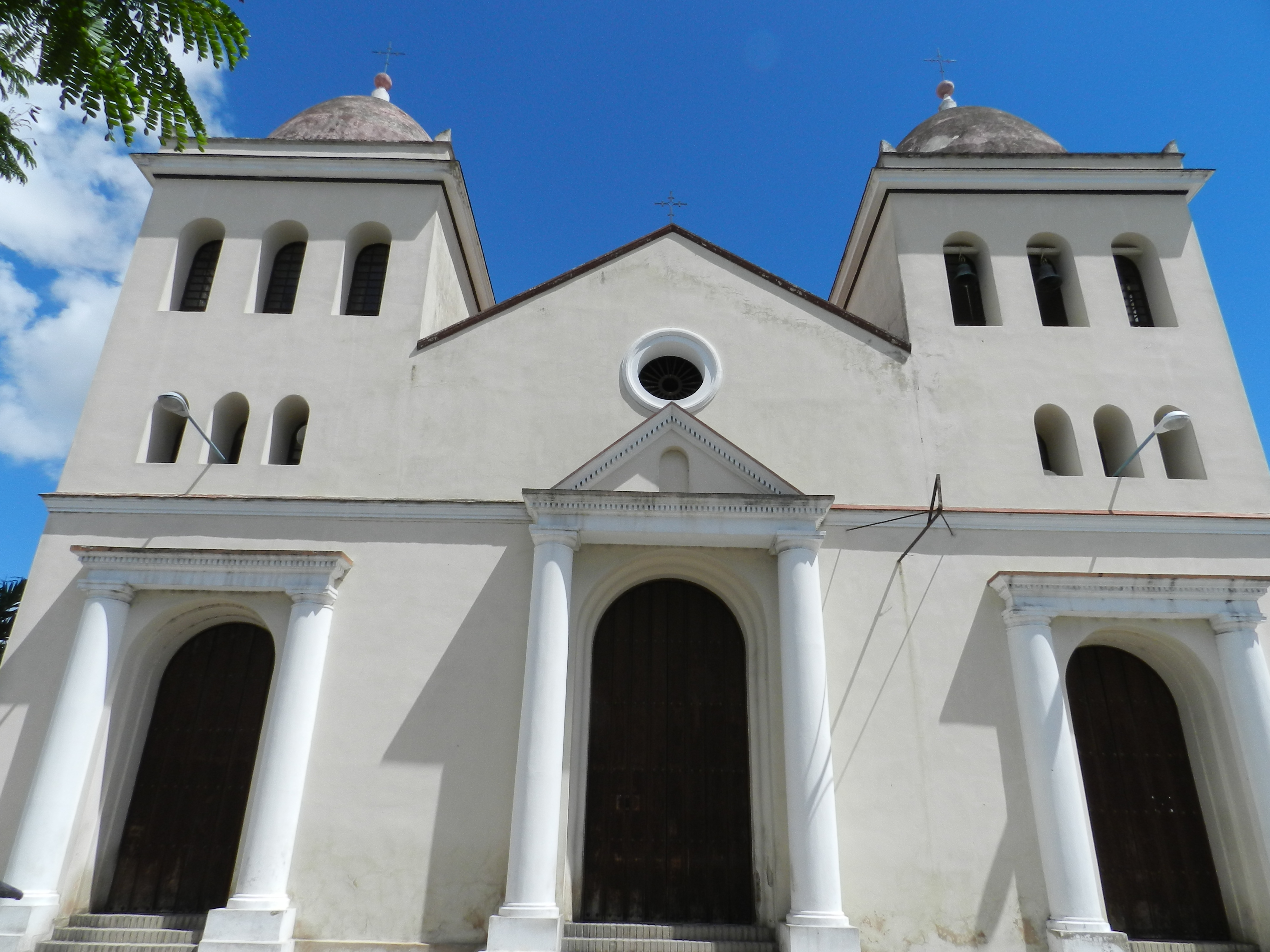
Catedral de San Isidoro de Holguín

La ciudad de Holguín posee una rica vida religiosa, predominando el cristianismo, especialmente el catolicismo, aunque también se practican otras denominaciones cristianas y religiones afrocubanas.
La Diócesis de Holguín (Dioecesis Holguinensis), erigida en mayo de 1979 por el papa Juan Pablo II, es una sede de la Iglesia católica en Cuba, sufragánea de la arquidiócesis de Santiago de Cuba. En 2006, la diócesis contaba con aproximadamente 435 000 fieles bautizados, en una población total estimada en 1 605 000 habitantes. Su obispo es Emilio Aranguren Echeverría, nombrado el 14 de noviembre de 2005 por el papa Benedicto XVI, quien ha desempeñado un rol activo en la Conferencia de Obispos Católicos de Cuba.

La sede episcopal de la diócesis se encuentra en la Catedral de San Isidoro, ubicada en el centro histórico de la ciudad. Este templo, considerado uno de los principales referentes religiosos y arquitectónicos de Holguín, fue originalmente construido en el siglo XVIII y ha sido restaurado en varias ocasiones, conservando su estilo colonial.

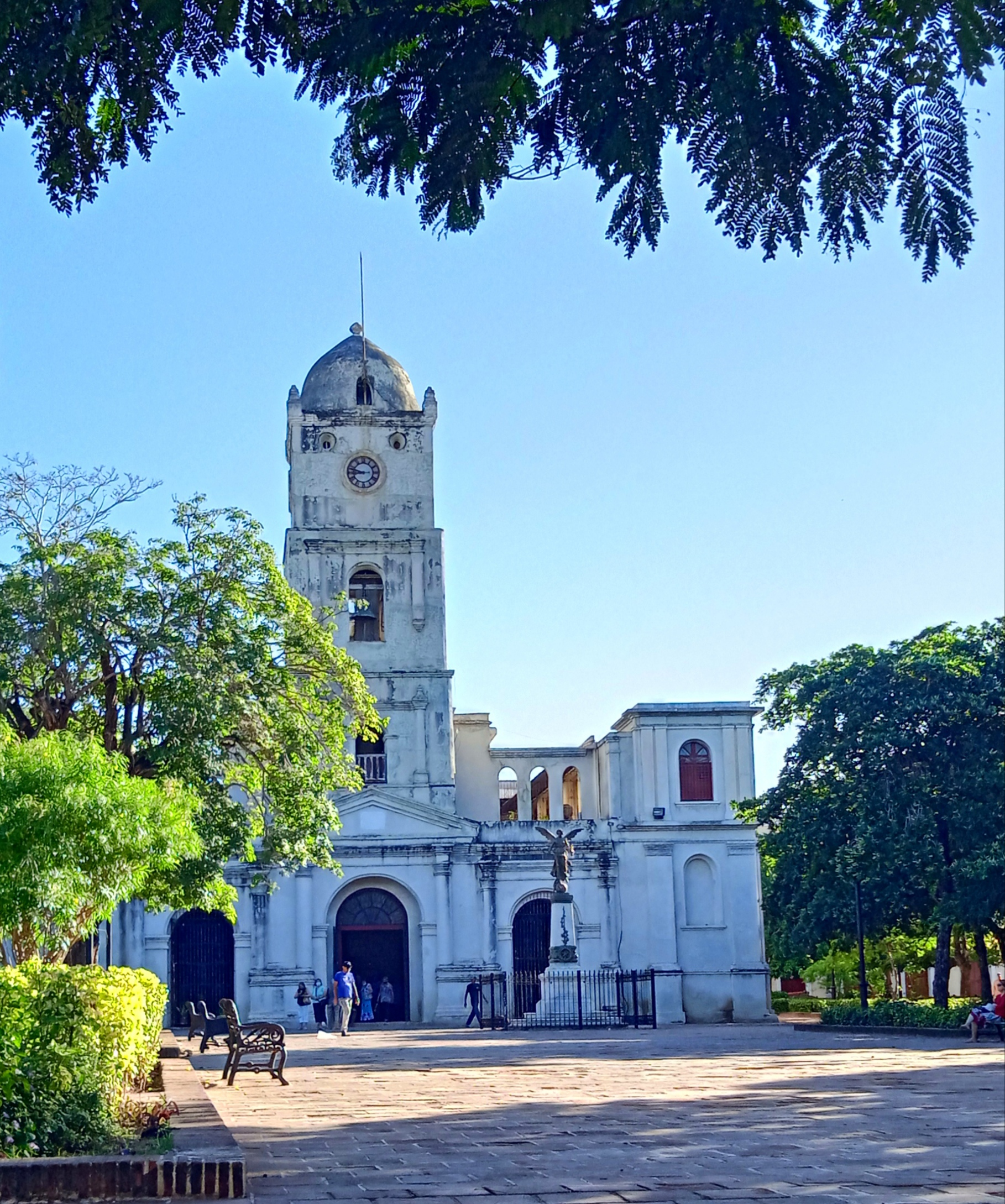
Parque San José en 2022.

Otra iglesia destacada es la Iglesia de San José, uno de los templos más antiguos de la ciudad. Además de su valor religioso, posee importancia histórica y patrimonial, y continúa siendo un punto de reunión para fieles católicos y visitantes.
La visita del papa Francisco a Holguín el 21 de septiembre de 2015 marcó un momento trascendental en la vida religiosa local. El pontífice ofició una misa multitudinaria en la Plaza de la Revolución Calixto García, lo que significó la primera visita papal a esta ciudad oriental, reforzando su papel en el panorama espiritual del país.
Además del catolicismo, en Holguín también se encuentran comunidades evangélicas, adventistas, testigos de Jehová, así como practicantes de religiones de origen africano como la santería, que forman parte del mosaico religioso y cultural de la ciudad.

## Cultura popular
Un curioso y singular hecho forma parte del orgullo cultural de los holguineros: en 1922, el periódico habanero La Lucha convocó un concurso nacional para elegir al pueblo más simpático de Cuba. Holguín resultó ganador con un total de 278,466 votos, por encima de ciudades como Trinidad y Santa María del Rosario, que ocuparon el segundo y tercer lugar respectivamente. Este reconocimiento no solo destacaba la simpatía y carisma de su gente, sino también el desarrollo de la ciudad, sus valores culturales y su vida social activa. El galardón quedó perpetuado en una placa conmemorativa colocada en la fachada de La Periquera, hoy Monumento Nacional, y aún puede encontrarse una referencia a este hecho en el actual cine Martí.
Otro de los elementos curiosos y entrañables de la ciudad es el burro de Mayabe, una simpática figura que durante décadas ha sido uno de los mayores atractivos de la Villa El Mirador de Mayabe, ubicada en una colina con vistas panorámicas al valle holguinero. Este burro alcanzó notoriedad por su inusual costumbre de beber cerveza directamente de una botella, gesto que ha sido popularizado en postales turísticas, reportajes y crónicas humorísticas tanto dentro como fuera de Cuba. Aunque el animal original falleció hace años, la tradición ha continuado con su descendencia: actualmente, el burro que entretiene a los visitantes es su nieto, quien ha heredado tanto la costumbre como el protagonismo de esta tradición local. El burro de Mayabe simboliza el espíritu festivo y peculiar del holguinero, reforzando la percepción popular de que esta es una ciudad alegre, simpática y única.

## Ciudades hermanadas
- San Miguel de Cozumel, Quintana Roo, México
- Saltillo, Coahuila de Zaragoza, México
- Badalona, Barcelona, España
- Bayona, Pontevedra, España
- Santa Fe, Nuevo México, EE. UU.
- Etobicoke, Canadá
- Kanpur, India
- Prayagraj, India
- São Vicente, São Paulo, Brasil.